# 西条酒蔵通り

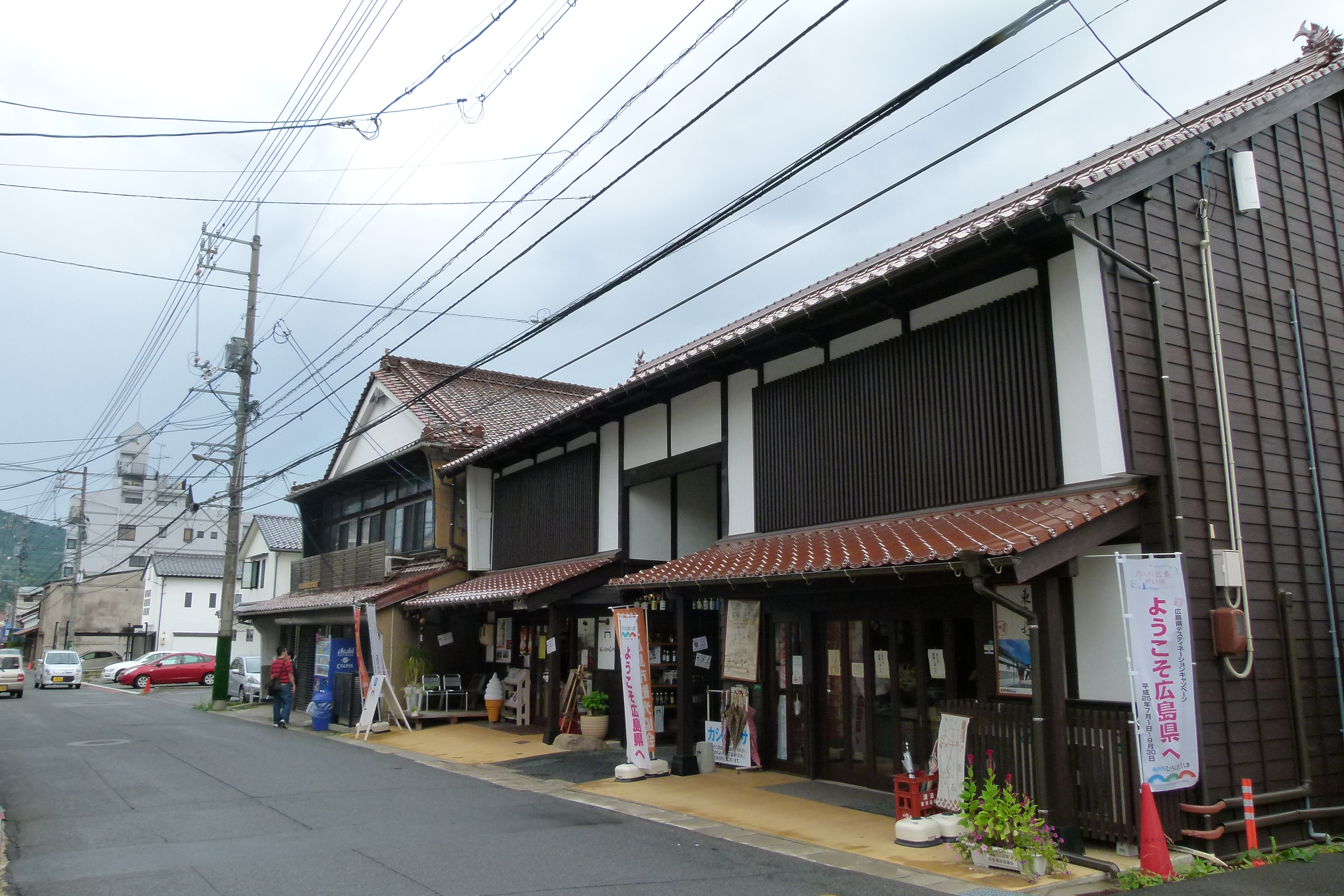
観光案内所と珈琲店が入居するくぐり門と、岡田酒販。手前側が酒蔵通り。（2013年時点）

西条酒蔵通り（さいじょうさかぐらどおり）は、広島県東広島市西条地区にある通りの通称。東広島市道西条本通線を構成する。
安土桃山時代から江戸時代初期に西国街道（近世山陽道）として整備された道であり、宿場「四日市宿」の目抜き通りであった。JR西条駅の南の商業集積地群の中を通り、地元住民の生活道路の一つ。明治時代から盛んになった西条酒の生産拠点を東西に貫く通りで、イコモス国内委員会の日本の20世紀遺産「西条の酒造施設群」に選定された文化遺産群を構成する。「酒蔵のあるまち並み」として1989年建設省手づくり郷土賞、2011年国土交通省手づくり郷土賞大賞受賞。
いつ頃から呼ばれだしたかは不明。1997年東広島市観光協会が“酒蔵通り活性化事業”を始めている。東広島市教育文化振興事業団の2002年資料には“四日市の西国街道は現在も西条本通と呼ばれ”と記載され酒蔵通りの名は無い。
本項では道路だけではなく周辺環境についても述べる。また近代までは「西條」名が一般的であったため本項では特に区別せず表記する。

## 構成

### 道路諸元
- 延長 :
  - 酒蔵通りは、西条駅南口交差点から東側[1][7]（西条上市町・西条本町）。
  - 西条駅南口交差点より西側（西条岡町）は岡町通り[7]。
  - 日本の20世紀遺産「西条の酒造施設群」のバッファーゾーンは西条上市町・西条本町・西条岡町の範囲[8]。西条岡町山陽鶴酒造を西端・西条上市町賀茂泉酒造を東端とすると、約800m[9]。かつて山陽鶴の西に賀茂輝酒造（2014年廃業[10]）、賀茂泉の東に賀茂鶴吉冨蔵（2013年解体[10]）が存在していたときは約1km[11][12]とされた。2012年日本建築学会計画系論文集に掲載された論文にはこの1kmを西条酒蔵通りとしている[12]。
  - 西国街道宿場・西条四日市宿としては西端が半尾川・東端が古川の約870m [13]。
- 幅員 :
  - 5〜7m[1]
  - 西国街道時代は2間半（約4.5m）[14]。
- 路線名 : 東広島市道西条本通線[1]
- 座標 : 西条駅南口交差点 北緯34度25分48秒 東経132度44分38秒 / 北緯34.43000度 東経132.74389度
- 標高 : 西条駅南口交差点 217.4m [15]
- 所在地
  - 〒739-0007 東広島市西条土与丸
  - 〒739-0006 東広島市西条上市町
  - 〒739-0011 東広島市西条本町
  - 〒739-0016 東広島市西条岡町
  - 〒739-0043 東広島市西条西本町

### 文化財
2017年選定された日本の20世紀遺産「西条の酒造施設群」の構成資産は、西条酒蔵通りと、（五十音順で）賀茂泉酒造・賀茂鶴酒造・亀齢酒造・西條鶴醸造・山陽鶴酒造・白牡丹酒造・福美人酒造の7社の酒造施設・家屋・庭園などの文化財からなる。以下、そこから追加された文化財を含め2022年時点での沿道にある文化財を列挙する。
国の登録有形文化財
- 賀茂泉酒造
  - 店舗兼主屋
  - 新座敷
  - 土蔵
  - 門及び塀
  - 前蔵
  - 通路棟
  - 火蔵
  - 中蔵及び東蔵
  - 煙突
- 賀茂鶴酒造
  - 本社事務所
  - 研究室棟
  - 二号蔵東西棟
  - 二号蔵南北棟
  - 二号蔵東井戸
  - 二号蔵西井戸
  - 二号蔵煙突
  - 三号蔵
  - 三号蔵煙突
  - 四号蔵
  - 四号蔵井戸
  - 四号蔵煙突
  - 八号蔵煙突
  - 蓬莱庵画室棟
  - 一号蔵西棟
  - 一号蔵東棟
  - 一号蔵北土蔵
  - 一号蔵南土蔵
  - 一号蔵井戸
- 亀齢酒造
  - 洋館
  - 一号蔵
  - 一号蔵煙突
  - 門柱
  - 五号蔵
  - 七号蔵煙突
- 西條鶴醸造
  - 店舗兼主屋
  - 角屋
  - 酒宝蔵醸造蔵
  - 酒宝蔵仕込蔵
  - 酒宝蔵煙突
- 山陽鶴酒造
  - 黒松一号蔵
  - 黒松二号蔵
  - 黒松三号蔵
- 白牡丹酒造
  - 延宝蔵南端棟
  - 延宝蔵北端棟
  - 延宝蔵井戸
  - 延宝蔵煙突
  - 天保蔵仕込蔵
  - 天保蔵精米所
  - 天保蔵井戸
  - 天保蔵煙突
- 福美人酒造
  - 事務所
  - 一号蔵
  - 背戸蔵
  - 二号蔵
  - 昭和蔵
  - 福神寮
  - 従業員寮
  - 瓶詰場
  - 恵比寿蔵煙突
  - 門柱
  - 三号蔵
  - 四号蔵北棟
  - 四号蔵南棟
  - 三号蔵煙突

- 旧広島県西条清酒醸造支場（賀茂泉所管、西条上市町）
  - 本館
  - 精米所
  - 醸造蔵
  - 煙突
  - 門柱
- 旧石井家住宅（白牡丹所管、西条本町[注 1]）
  - 主屋
  - 土蔵
- 小島屋（賀茂鶴の前身、西条本町）
  - 土蔵
- 岡田家住宅（西条本町）
  - 主屋
  - 土蔵
- 太田家住宅（西条岡町）
  - 主屋
  - 茶室棟
  - 離れ
  - 南土蔵
  - 北土蔵
  - 門及び北門
- 榎野家住宅（西条土与丸）
  - 主屋

国の登録記念物
- 前垣氏庭園（寿延庭、賀茂泉、西条上市町）

### 交差する道路
| 交差する路線              | 交差する地点          | 交差点名   | 備考 |
| ------------------------- | --------------------- | ---------- | ---- |
| 東広島市道土与丸御薗宇線  | 西条土与丸            | 土与丸     |      |
| 東広島市道（大坪通り）    | 西条上市町 , 西条本町 |            |      |
| 東広島市道（朝日町通り）  | 西条本町              |            |      |
| 広島県道195号西条停車場線 | 西条本町              | 西条駅南口 |      |
| 広島県道332号吉川西条線   | 西条西本町            |            |      |

### 交通センサス
国土交通省の資料にはこの沿道での交通量調査結果は公開されていない。

### 防災
東広島市が公開するハザードマップでは、100年に1度程度の大雨で浸水被害が出る可能性はないと図示されている。

## 沿革

### 前史
この地の特徴的な地層として“西条層”と言われるものがある。地質時代は新生代第四紀で礫・砂・シルトがミルフィーユ状に重なった層が約50mの厚さで存在し、その上に西条の町が形成されている。以前の説では西条盆地は太古の昔は湖で西条層は湖成堆積物であると言われていたが、堆積相解析の結果現在では湖成説は否定され蛇行河川の堆積物であると判明している。つまり、太古の昔この地には大河が流れていたことになる。

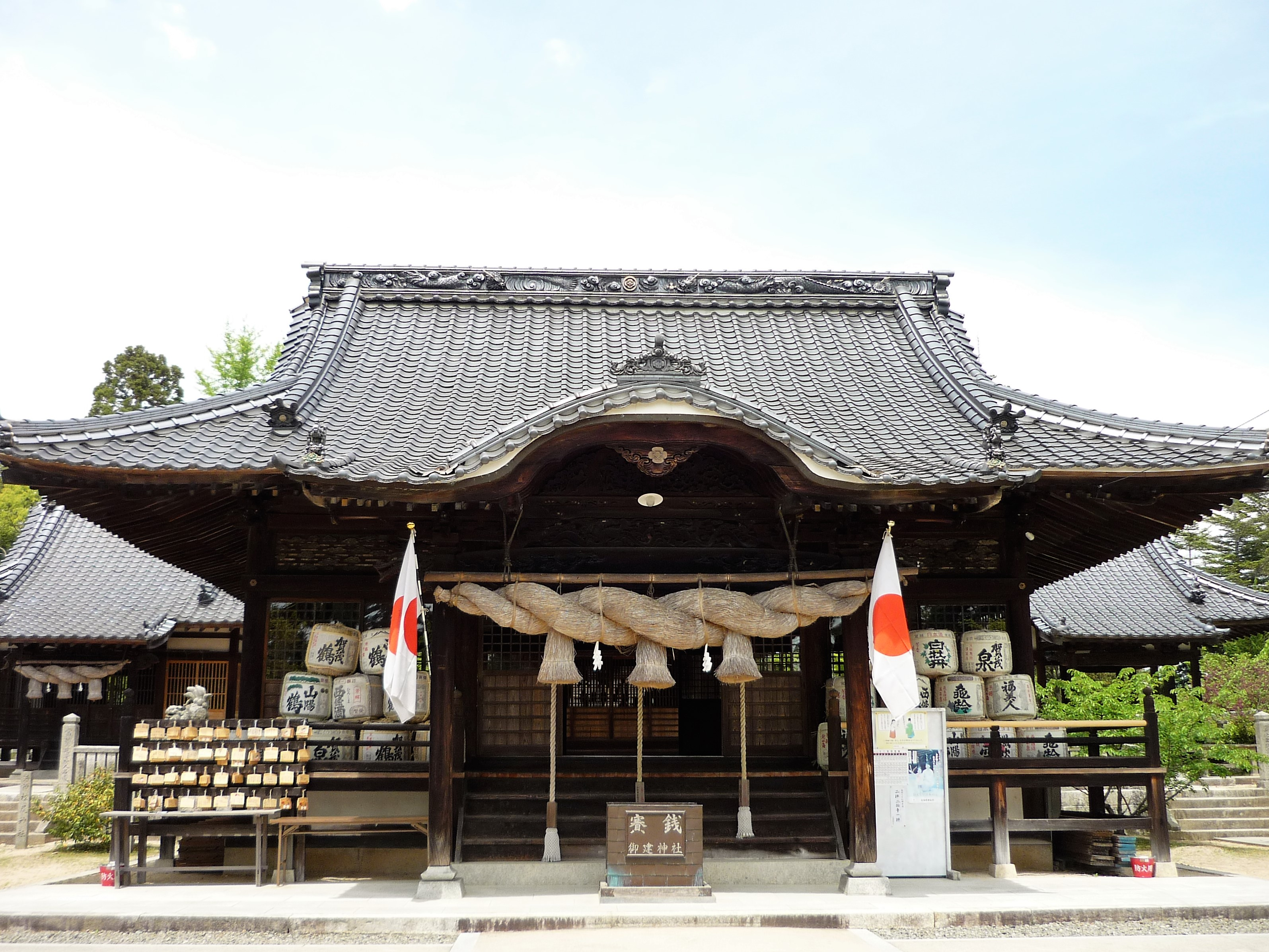
御建神社。由緒によると慶雲3年（706年）鎮座。元々は西条駅の地にあり駅開業に伴い北側に移転した。西条の蔵元が酒樽を奉納している。

現在の西条駅南側で行われた発掘調査で、弥生時代の弥生土器・石器、古墳時代・古代の須恵器や古瓦が発見されており、古くからこの地で人が生活を営んでいた事がわかっている。その現場を遺構・生活地面でみると下から、弥生期/古代と中世/江戸中期/江戸後期/幕末から明治期/現代の層からなる（江戸前期が見られないのは発掘現場が西国街道から少し外れている位置であるためと考えられている）。つまり、弥生時代から現代にかけてこの時代区分ごとに生活環境が変わっていったことになる。
この地に古代山陽道が存在したが、そのルートは確証が得られていない。現在有力な説では、上道とも言われる西条盆地の北側の山沿いを真っ直ぐ伸びるルートで、現在の西条町寺家付近に駅家“木綿駅”があったと考えられている。
奈良時代この地には安芸国府があったとされ条里制がしかれていた。西條（西条）という地名が文献に出てくるのは平安時代後期であり、当時は半尾川を境に「東條郷」「西條郷」と呼ばれた。現在の酒蔵通り付近は当時東條郷であった。南北朝時代になるとあわせて東西條と呼ばれるようになり、いつしか東が抜かれて西條と呼ぶようになった。

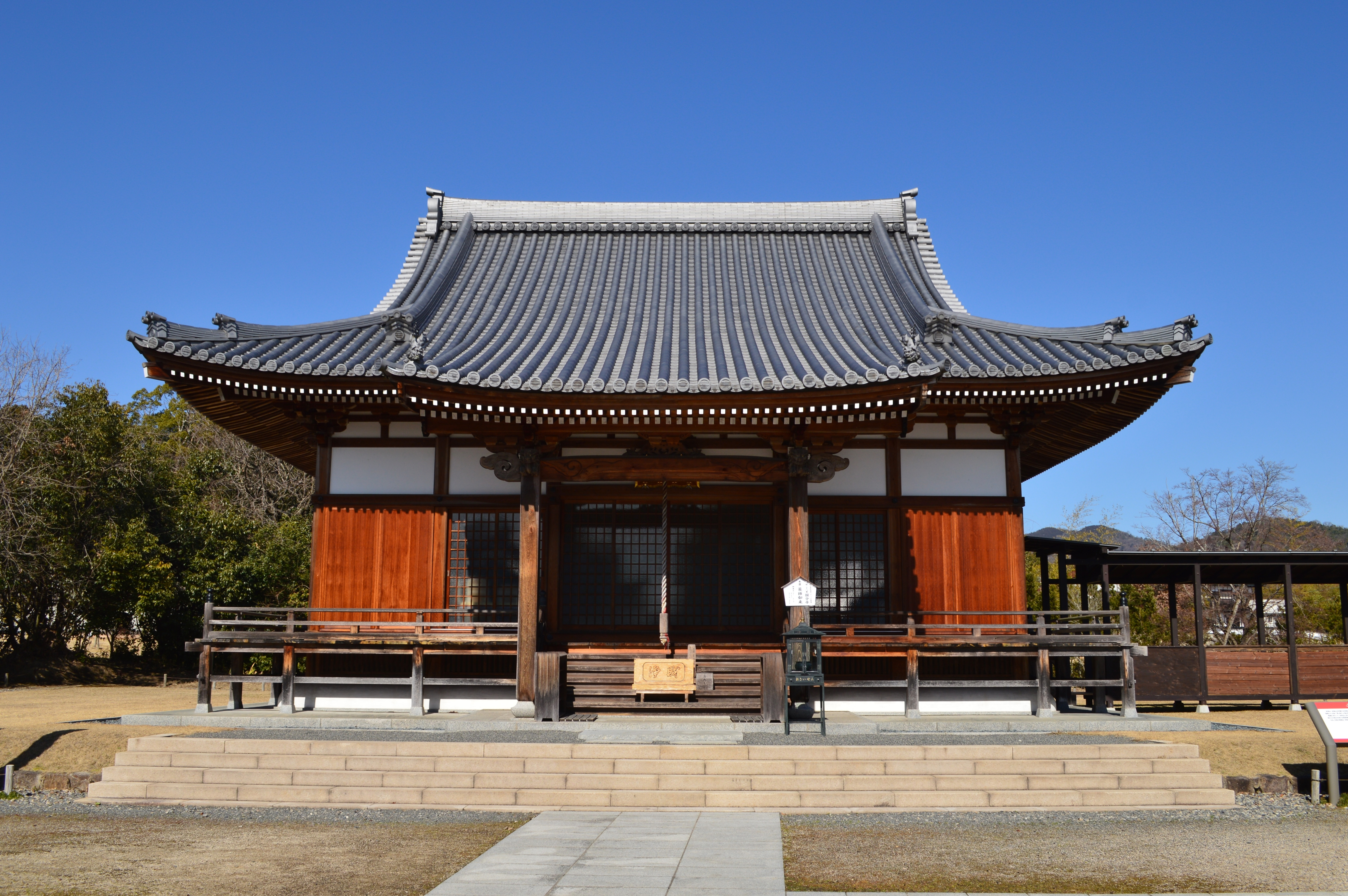
安芸国分寺。天平13年（741年）建立。古代山陽道はこの前を通ると言われている。

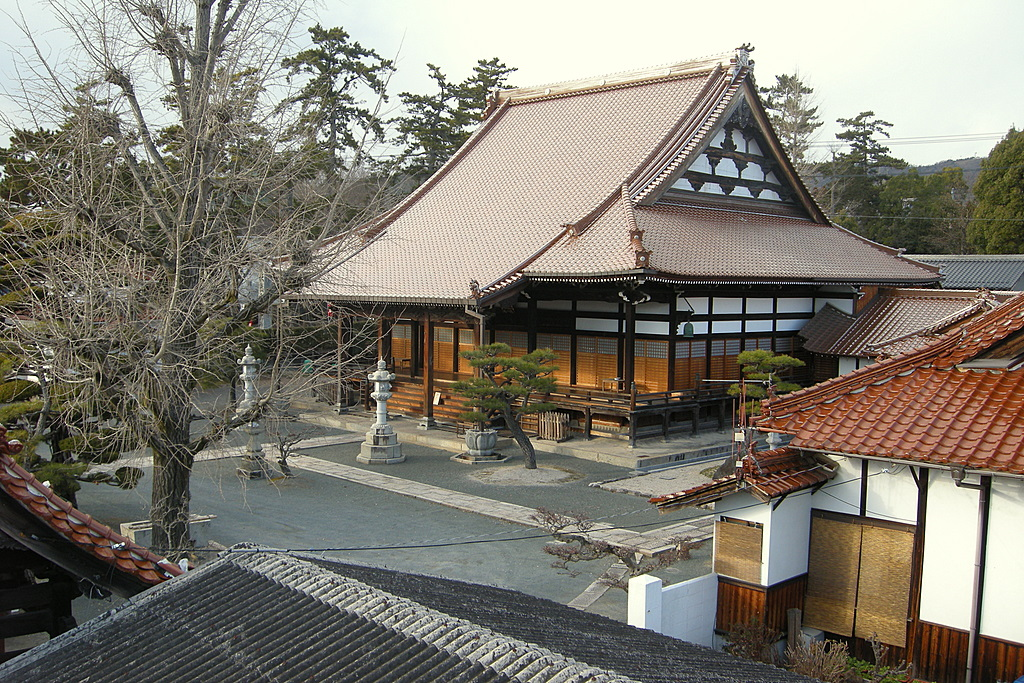
南命山教善寺。由緒によると室町時代開基。元々は現在の駅北口の地にあったが駅開業に伴い現在地に移転した。

室町時代初期、定期的に市場が開かれていたことから「四日市」の地名がついたと言われており、陸上交通の発達に伴い西条盆地の中心地として栄えていった。今川了俊『道ゆきぶり』から、応安4年（1371年）了俊は九州探題として下向した際にこの地にあった中世山陽道を通って西へ向かったとされる。広島藩地誌『芸藩通志』によると、天正年間（1572年-1592年）に四日市は市駅となった。中世末期の古文書に「さいちやう よつかいち」の記載がある。
信頼が置ける文献での四日市地名の初出は天正3年（1575年）島津家久が伊勢神宮参りの際に自身でつけた日記『家久君上京日記』であり、それには家久がこの地を通過したことが書かれている。大村由己『九州御動座記』や楠木正虎『楠長諳九州下向記』などによると、天正15年（1587年）3月15日九州平定に向かう豊臣秀吉が四日市に宿泊している。『芸藩通志』によると秀吉は旦過寺に宿泊したと伝えられており、旦過とは禅宗の行脚僧が用いた宿泊施設を意味し当時交通の要所に建てられていたとされ、現在の西条駅の北側御建公園野球場の南西の墓地内の観音堂がその跡と言われている。
これらの歴史資料と発掘による調査から、戦国時代までの中世山陽道は現在の西条駅の北側にあったと考えられている。文禄年間（1592年-1596年）この地を支配した毛利氏によって目代と呼ばれた市を管理する役人が置かれていた。以上のことから、四日市という町は遅くとも1500年代後半には成立していたことになる。現在の西国街道（酒蔵通り）の下には以前に建物があった跡が残っており、近世の町割の前に中世山陽道が主要道だった時代の町割があった。
この中世山陽道は江戸時代初期に西国街道が整備されたことにより主要道としての役割を終え、部分的に埋められたりあぜ道となった。

### 四日市宿
西条周辺の近世山陽道つまり西国街道は安土桃山時代から江戸初期に整備された。野坂完山『鶴亭日記』によると毛利輝元時代の慶長4年（1599年）に四日市の町割が行われた。慶長5年（1600年）関ヶ原の戦いの後広島藩に入封した福島正則も藩内の交通網を積極的に整備している。正則改易後の元和5年（1615年）入封した浅野氏初代藩主浅野長晟・寛永9年（1632年）から浅野氏2代藩主浅野光晟によって、寛永年間（1624年-1645年）に西国街道が完成した。
当時四日市次郎丸村にあった四日市宿は、幕府公認の宿駅として広島藩含めて西国諸藩の参勤交代時の本陣（広島藩直営で御茶屋と呼ばれた）や脇本陣が置かれた。
当時の宿場の様子は『芸藩通志』や長州藩絵図方が作成した『行程記』、慶応元年（1865年）に書かれた『宿駅四日市町並絵図』に描かれており、宿場の範囲は西が半尾川・東が古川までで街道に添って細長く発達した。常時伝馬は15疋。宿場中央付近・現在の西条駅南口交差点の位置に枡形があり、そこは幕府や藩の通達文を張り出す制札場として用いられた。町場は街道を基準に短冊型の細長い地割（いわゆるうなぎの寝床状）に区画され、町家が接して建ち並んでいた。数件の大型の町家に瓦葺が用いられていた以外は、妻入の茅葺の町家が大部分であったと推測されている。街道沿いの町家の背後には農地が広がっており、町場であるとともに農村でもあった。
江戸初期においてこの付近の人の移動は海路が中心であり諸藩の参勤交代も船で行っていたため通行は少なかったが、1700年代初頭から陸路が増えていき1700年代半ばになるとこの地域の主幹道路としての地位を確立した。参勤交代で陸路を使う藩が多くなり、寺社詣など旅行を楽しむ文化が根付いた江戸後期には宿場は賑やかに栄えた。『芸藩通志』によると四日市次郎丸村の名物はドジョウだった。発掘調査から当時瀬戸内海沿岸部から珍しい海産物が入ってきていたことがわかっており、西国街道から、あるいは1700年代後半に整備された三津（安芸津）を結ぶ三津小往還（三津街道）から、物資が流入していたと考えられている。

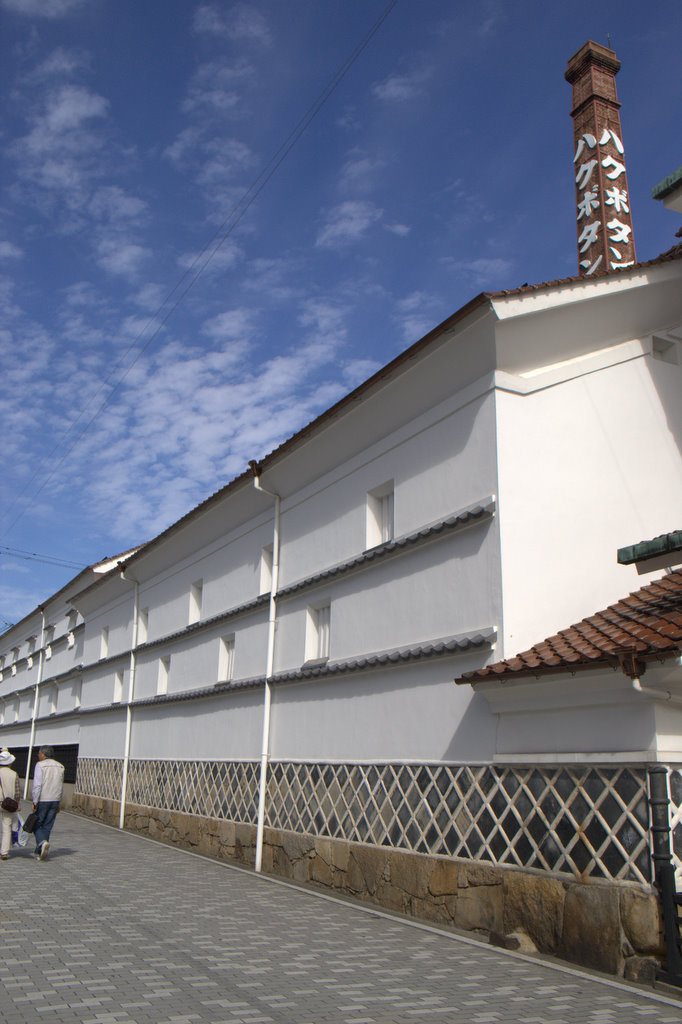
白牡丹酒造延宝蔵南端棟。延宝3年（1675年）創業時からある酒蔵。広島県内において最古の酒蔵になる。

この地の酒造の歴史は四日市宿の歴史と重なると考えられている。西条酒造協会は1650年頃から始まったとしている。西条における現存最古の蔵元は、延宝3年（1675年）嘉登屋島六郎兵衛晴正が創業した白牡丹酒造になる（広島県内でも最古）。江戸初期に2軒あるいは3軒あったという。大田南畝『小春紀行』の中に、南畝が江戸に帰る途中に四日市宿の島家（白牡丹）に泊まり、海田市で採れたカキ（広島かき）を肴に島家の酒を呑んだことが書かれている。
ただし江戸期の四日市は酒処としてはローカルな存在に過ぎず、宿場内で消費されていたのみであった。これは当時幕府が酒造統制を行い、広島藩はそれに従い強い統制を敷いたため。そのため当時の酒造業は、大量の米が流通し藩の保護下で行われていた広島（広島藩）や福山（備後福山藩）といった城下町や、年貢米の積み出しや西廻海運で運ばれてきた他藩米を購入する許可を得たことで米が大量に流通していた瀬戸内海沿岸の港町が中心であった。また藩内全域で井戸から軟水がでており、これは酒米の発酵速度を遅くしてしまうことから当時藩内での酒造は不安定だった面もある。西条に現存する蔵元の中には江戸期に別業種として創業しているものもある。
四日市は宿場として栄えたとする反面、江戸後期になると停滞していたとも見られている。これは西廻海運において“沖乗り”という瀬戸内海の島々を伝って近道をする航路が開発され主流となり物流がより南へ移ったことで、航路から外れた共に広島藩領の三原や尾道が衰退しそこから広島への中継拠点であった四日市も衰退していった、と考えられている。
『宿駅四日市町並絵図』に幕末時点での四日市において家屋165戸が描かれており、幕末時点で人口約700人未満と見られている。江戸末期に出された『酒銘帖』によると、酒造家は嘉登屋（白牡丹）を含めて3軒があった。同じ頃、長州征討において四日市は幕府陸軍側の本陣が置かれ諸藩の兵士13,400人宿泊し、それによって四日市は好況した。

### 酒都

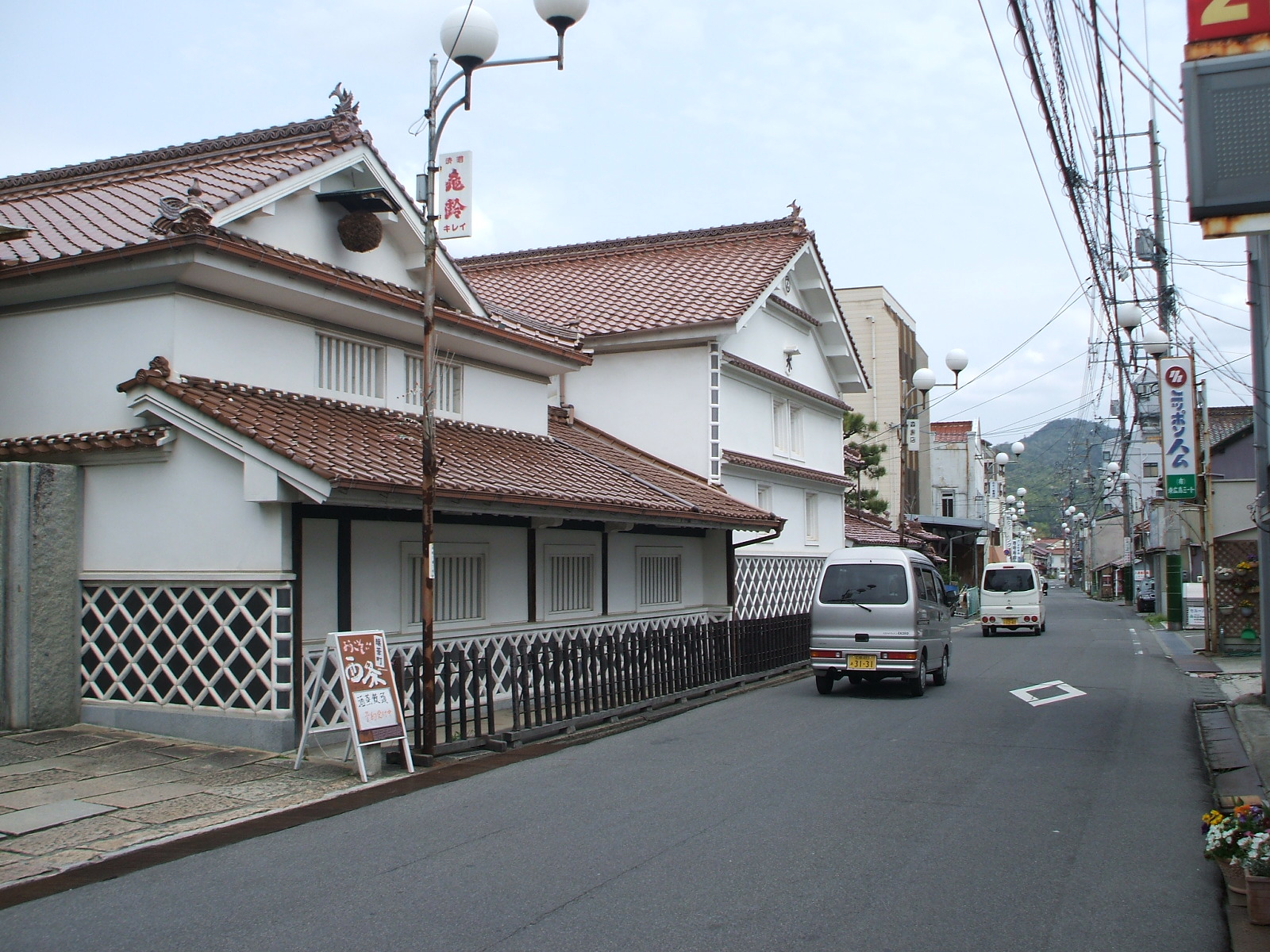
亀齢酒造。手前側が酒蔵通り。

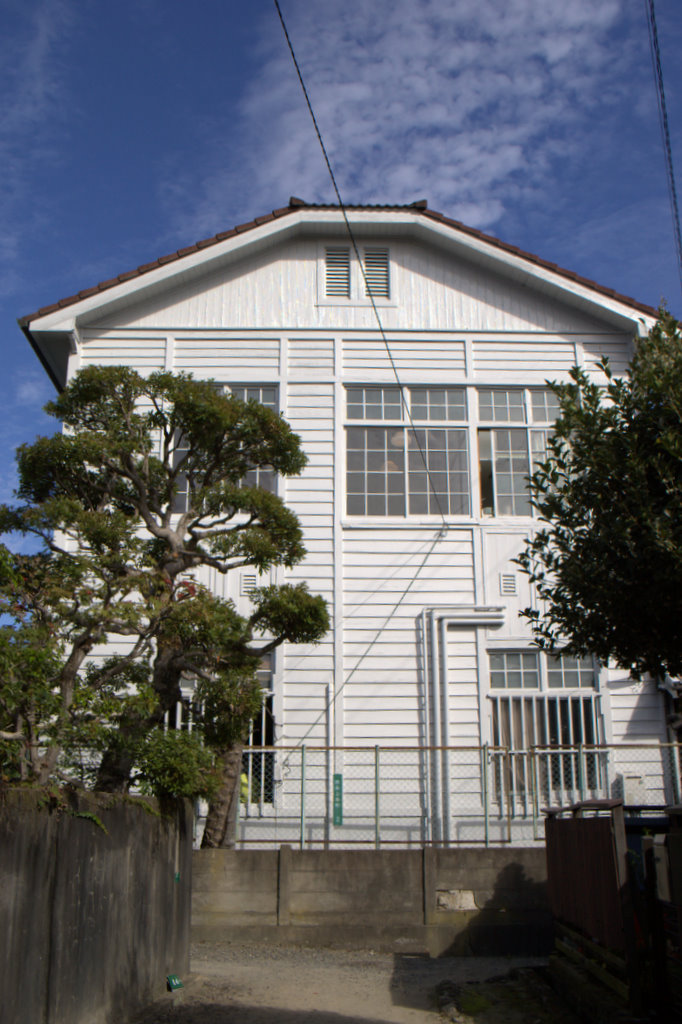
旧県立醸造支場、現在は賀茂泉酒泉館。1929年（昭和4年）建築。酒造技術の研究が行われていた所で、酒都を形成するにあたり重要な役割を果たした。

近代に入り、西国街道はそのまま国道として引き継いだ。内務省告示第6号「國道表」にて指定された国道4号「東京より長崎港に達する路線」に駅名として四日市の名がある。これがのちの国道2号となる。なお四日市から西條の名に変わったのは町制施行した1890年（明治23年）のことである。
この時期西条において酒造業が異常とも言える成長をし、沿道は大きく様変わりする。その主な流れは以下の通り。
1. 幕府権力が弱まったことで藩の販売に対する規制が解けた幕末から、あるいは酒株制が廃止となった明治維新後に酒造を始める。特にこの地では財を持ちわせた地主が始めたとされ、嘉登屋島氏(白牡丹)の向かいの小島屋木村氏(賀茂鶴酒造)が、その隣の吉田屋石井氏(亀齢酒造)が、と隣がやるならうちもやろうと酒作りを始めていった[54][46][56][63]。
2. 1894年（明治27年）山陽鉄道（山陽本線）西条駅が開業したことによりそれまでの船運に代わり鉄道による大量かつ遠方運搬が可能になった[8][46][36]。
3. 三津（安芸津）の酒造家三浦仙三郎による広島の水にあう軟水醸造法、佐竹製作所（サタケ）の佐竹利市による精米の機械化、この2つの発明により安定して銘酒を作れるようになったため更に酒造を始めるものが出てくる。特にこの西条の一角では井戸から広島では珍しい中硬水がでており、三浦の軟水醸造法だけでなく灘酒のような硬水に用いる醸造法を用いることができた（西条中硬水醸造法とも）。そのためこの地周辺に酒蔵が集まることになる[8][46][48][36]。（西條鶴醸造・賀茂泉酒造・山陽鶴酒造）
4. 1907年（明治40年）から始まった日本醸造協会主催の全国清酒品評会、1911年（明治44年）から始まった酒類総合研究所主催全国新酒鑑評会で好成績を収めることでブランドとして確立し需要拡大[8][62]。
5. 旧来の家業の延長であった酒造を株式会社化するなど経営・施設の近代化[62][36]。（福美人酒造）

西条駅誘致の中心人物は賀茂鶴の木村和平である。鉄道敷設が計画されたとき四日市宿時代から宿泊業を生業とした商家は、鉄道によって人が町に寄らず通過するだけになって宿泊客が減少するとして反対しており、これを和平が説得して回った。実際、駅が開業すると通り沿いの旅館や料理屋の廃業が続出した。
兵庫の灘・京都の伏見とともに西条が「日本三大銘醸地」と言われるようになるのはこれら近代のことになる。この酒の新都から「酒都」を称するようになる。三浦仙三郎の醸造法と昭和初期に佐竹製作所が開発した竪型精米機は今日の吟醸酒造りの元となった技術であり、それらを持って西条および安芸津で吟醸造りを育ててきたことから、現在東広島市は「吟醸酒のふるさと」と称している。

### 観光資源
一方、大正末期から発達した自動車によって国内の交通整備は新たな局面に移り、戦後新たな国道2号が整備され1952年（昭和27年）この通りは国道2号から格下げとなった。
現代に入り周辺環境は大きく変化したが、その要因はいくつか挙げられる。
- 1974年賀茂郡西条町・志和町・高屋町・八本松町の町村合併から市制施行した東広島市は、広島大学および私学数校による“賀茂学園都市”建設、ハイテク産業を中心とした“広島中央テクノポリス”建設、山陽新幹線東広島駅開業や山陽自動車道開通など広域交通網整備により、産業構造は変化し人口は増え環境は大きく変化した[46][68]。
- 日本酒の消費量は1958年を境に減少が続いている[69]。この間、西条の酒造メーカーの中には地区外へ酒蔵を増設するものもあったが、1990年代初頭つまり平成バブルを境に止まり以降効率化を進めている[63][70]。

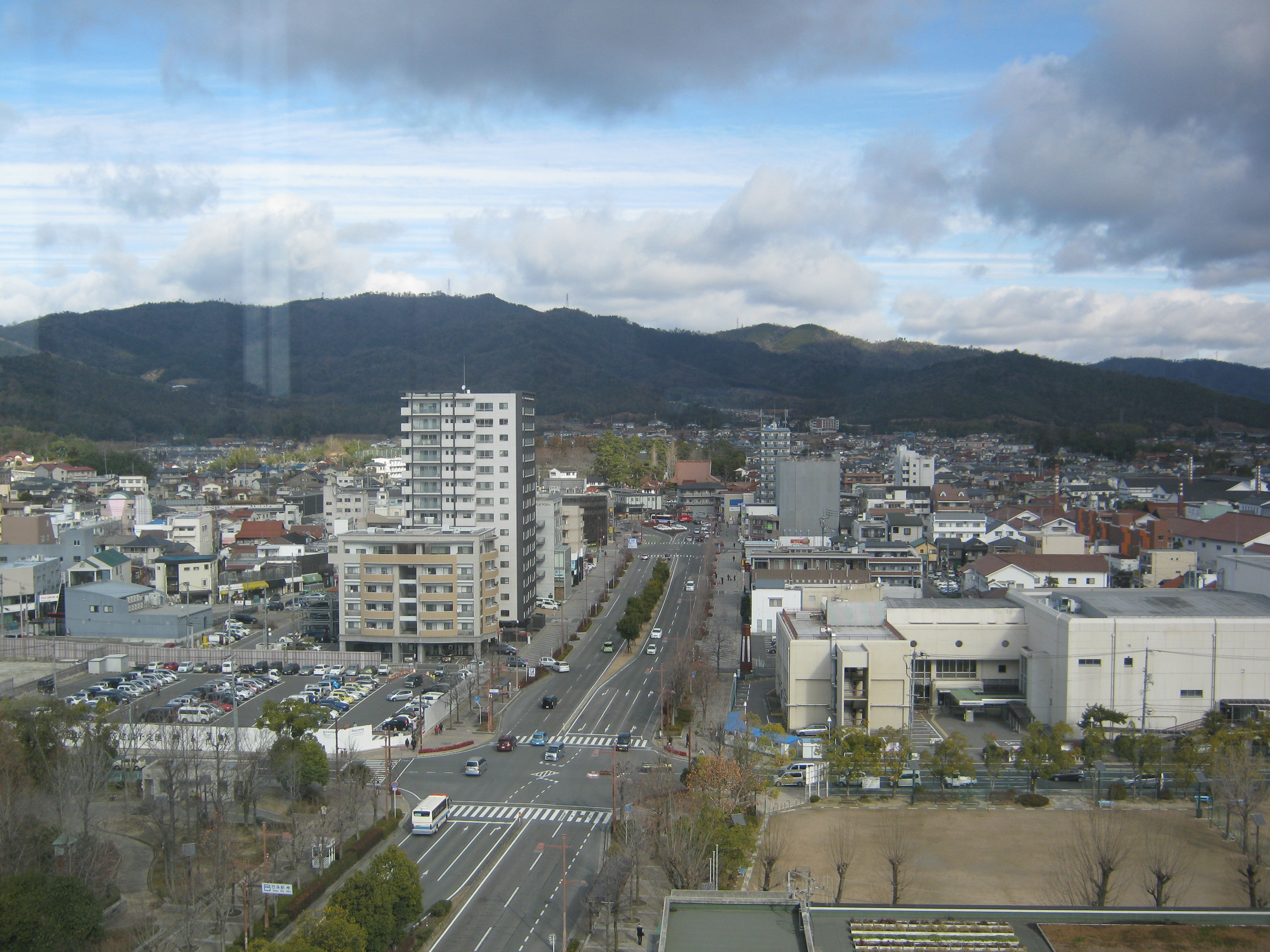
2013年東広島市庁舎から北側西条駅方向を望む。右（東）側にレンガ煙突が見える。

1950年代まではこの通りの商店街は活況を呈していた。ただこうした経緯から1960年代から1970年代にかけて沿道の古い商店が廃業していったことで商店街の衰退が始まり、更に1980年代市内にロードサイド店舗の出店が相次ぎ郊外化が進んだことで、通り周辺はドーナツ化現象が進行した。これに市によって1995年から駅前再開発が始まり2003年駅前から広島大学へと向かうメインストリート”ブールバール”が整備され、駅前の通りは東西に完全に二分された。
その中でこの通り沿道にあった古い町家がマンションや駐車場化するなど、宿場時代からの歴史的な町並は大半が失われ地区の空洞化が進んでいった。

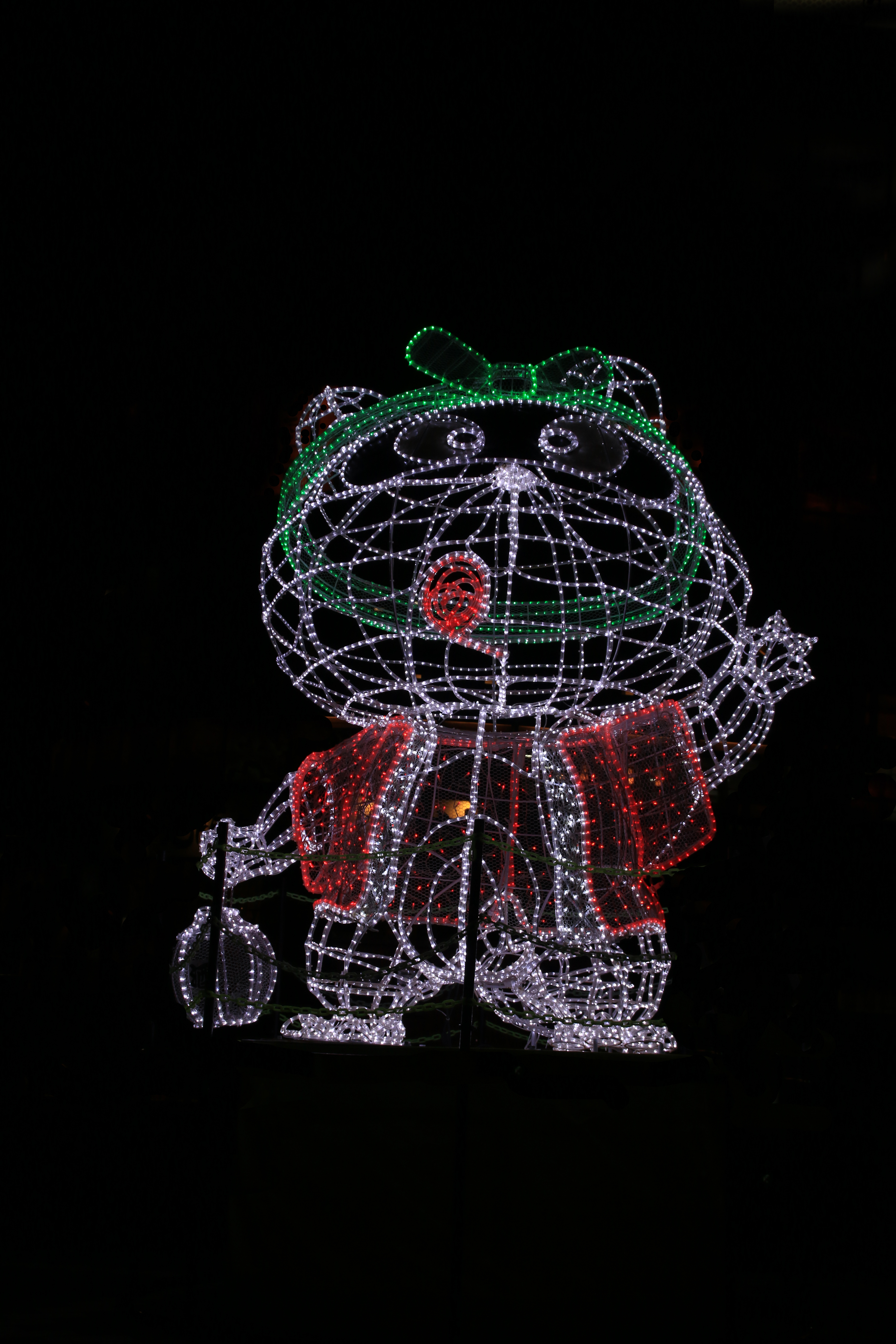
のん太イルミネーション

一方で、旧西国街道沿いの町並みや酒蔵群が密集する「酒蔵のあるまち」が内外で評価されるようになる。きっかけは、広島大学統合移転を期に“賀茂学園都市建設計画”が作成されることになり、その計画作成チームが酒蔵のあるまちに注目し、計画作成にむけた基礎調査の一環としてデザインサーベイの第一人者であった神代雄一郎およびその明治大学神代研究室が調査を行ったことが始まりである。
こうした状況下で、商工会・商店街としては街の顔というべき駅前の活性化、それに加えて酒造協会・酒造メーカーとしては日本酒の人気回復策として、「酒都」を観光資源として活用していくことになる。
- 最初の活動としては1988年、東広島青年会議所が観光用地図「西条てくてくマップ」を作成したものになる[6][36]。
- 1989年建設省手づくり郷土賞受賞
- 全国的にも珍しい酒をテーマとした「酒まつり」は、東広島市が市制施行した時から市が主催していた“みんなの祭り”と、西条酒造協会が主催していた酒造祈願祭“西条酒まつり”とを合併させ、酒に特化した祭りとして1990年から毎年開催している[36][68][73]。現在では観光協会が主催し、酒造協会・自治体・商工会・青年会・JA・酒類総合研究所・ほか市内団体が協力するなど市を挙げて行われ、開催2日で20万人以上の動員が見込める重要な地域活性化イベントとして発展し、酒都ブランドのイメージ確立に繋がった[68][10]。
- 1991年日本ナショナルトラストによる町並み調査[36]。
- 1997年観光協会「酒蔵通り活性化事業」開始。1999年市は「東広島市中心市街地活性化基本計画」を作成、これを受けて翌2000年商工会議所は「東広島商業タウンマネージメント計画（TMO構想）」を作成[6][36]。
- 酒造メーカーは使わなくなった余剰施設をカフェや体験場など他目的に転用している[63]。1997年賀茂輝が空いた酒蔵を用いて陶芸家の展示場を公開したことから始まり、賀茂泉酒泉館・藍泉館は旧県西条清酒醸造支場施設群を1976年に買い取り空き家のままであったものを2000年国民文化祭ひろしまに合わせ公開した[70]。2003年から観光協会の働きかけで各酒造メーカーは仕込み水用井戸の一般公開を始めた[63][36]。
- 2011年国土交通省手づくり郷土賞大賞受賞[36]
- 2013年から始まった観光庁“酒蔵ツーリズム”外国人向けの日本酒をテーマとした観光展開では初期からモデルケースの一つとして紹介されている。
- 2013年乾杯条例「東広島市日本酒の普及の促進に関する条例」制定。

地元住民による景観保全への意識が高まっていき重要伝統的建造物群保存地区選定へ向けて動きその前哨戦として日本遺産への認定を目指していた。まず前段階として2016年・2017年に酒造関連施設が国の登録有形文化財に登録された。そこへ2017年12月「西条の酒造施設群」として日本の20世紀遺産に選定された。

## 観光

### 酒蔵ツーリズム
当地は観光庁酒蔵ツーリズムのモデルケースの一つである。そのPRポイントは以下の通り。
- 気軽に楽しめるまち並み散策 - 西条駅南から歩いて10分以内に酒蔵が建ち並ぶ[11]。
- 市観光案内所ボランティアによる案内[11]
  - 「地元ガイドとまち歩き 時代薫る西条の酒蔵めぐりコース」 - 毎週日曜日に行われる無料の地元ガイドによる案内。他の日は有料要予約[74]。
  - 「酒蔵のまちてくてくガイド」 - 毎月10日に行われる無料の地元ガイドによる案内。他の日は有料要予約[11]。
- 多彩な楽しみ方 - 酒蔵見学・体験施設、遊休酒蔵をリノベーションした飲食店、美酒鍋や各蔵それぞれで作られるグルメ[11]
- イベント - 市最大のイベントである酒まつりの他、酒蔵通りを中心にイベントが行われている。西条酒#文化参照[11]。
- 市民や学校による酒造りの伝承・PR - 西条酒造り唄や学校側が制作した劇・オペラなどを披露。西条酒#文化参照[11]。
- 仕込み水めぐり - 各酒蔵で酒仕込水井戸を試飲用として開放している。西条酒#背景参照[11]。
- 西条・山と水のグランドワーク - 2001年から西条酒造協会のメーカーは西条酒が生まれる里山環境を保全するため「西条・山と水の環境機構」を設立、現在は地元の産官民学が絡んだ体制になり一体となって保全活動を行っている[11][75]。
- のん太 - 東広島市のゆるキャラ。西条酒#文化参照[11]。

### 景観
通り沿いの古い建物は、江戸時代に形成された間口が狭く奥行きの長い“うなぎの寝床”状に配置されている。また西条の酒蔵は西条駅前の酒蔵通りに集中するという、全国的に見ても特異な状況にある。これは各蔵元が酒造を始めた当時はよい仕込水がこの付近の井戸からしか得られなかったこと（西条酒#背景参照）と、元々西国街道沿いで他業種を営んでいた商家だったものたちが先に酒造を始めた蔵元の呼びかけで酒造を始めたためである。1974年にこの地区を調査した明治大学神代雄一郎研究室は当時の様子をこう記しており、現在でも見ることができる。
沿道の歴史的建造物は大きく分けて3つ、寺社建築・町家建築・酒造建築に分けられる。
寺社建築

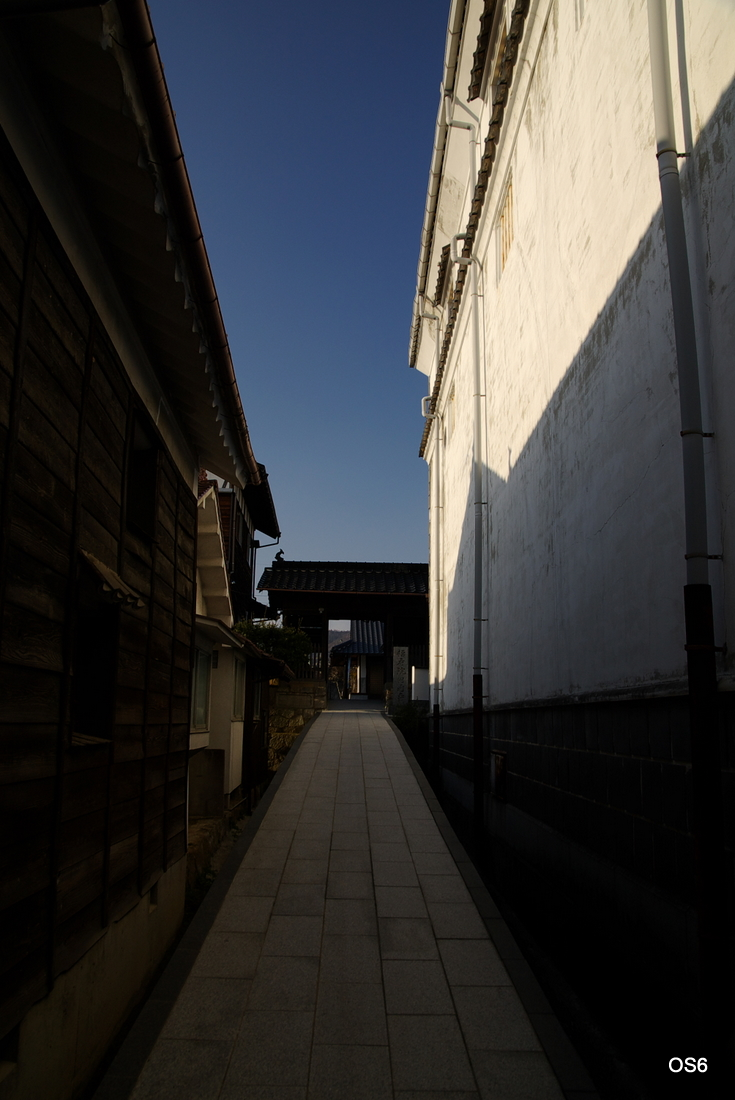
写真奥が福寿院円通寺。左は亀齢酒造精米所、右は亀齢七号蔵。

この地区にある主要な寺社は通りの北側に集中している。寺社の方が先に建てられ、あとから西国街道（酒蔵通り）が整備された。宿場・四日市宿だったころからその配置となり、町並の北側は宗教的空間だったと考えられている。
現在同地区にある寺は、福寿院円通寺（山陽花の寺二十四か寺）、南命山教善寺の2つ。少し離れた西条町吉行にある安芸国分寺も通りから見ると北側に位置し、西条西本町にある真光寺は元々は円通寺の西側にあった。
西条の蔵元が酒樽を奉納している御建神社は、元々は西条駅前ロータリー付近にあった。山陽本線敷設に際し駅をできるだけ中心部に近い位置で開業させたいため、神社に賀茂鶴木村氏が所有していた土地が提供され現在地に移転している。
町家建築
現在、近世宿場時代から同地区にある町家は白牡丹酒造天保蔵主屋1棟のみ。（西条町下見旧石井家住宅は元々街道沿い西条岡町にあった）。江戸時代からある建物が非常に少ない理由は、近代に入りここが酒造を中心とする醸造町となっていく過程で、街の発展とともに近世の建物から近代の建物に建て替えられたためと考えられている。
明治時代以降の町家の多くは、街道沿いに主屋を建て、その背後に角屋（台所）を突き出し更に奥に土蔵や離れを建てている。瓦葺は、江戸末期に防火対策そして廉価で購入できるようになったため、茅葺から急速にかわっていった。特にこの地周辺では赤瓦が用いられている。これは古くからこの周辺で油石が採れたこと、西条盆地は冬には雪が降るほどの気候であるため寒さに強い石州瓦が採用されたこと、この2つから釉薬瓦が生まれてたことで普及した。

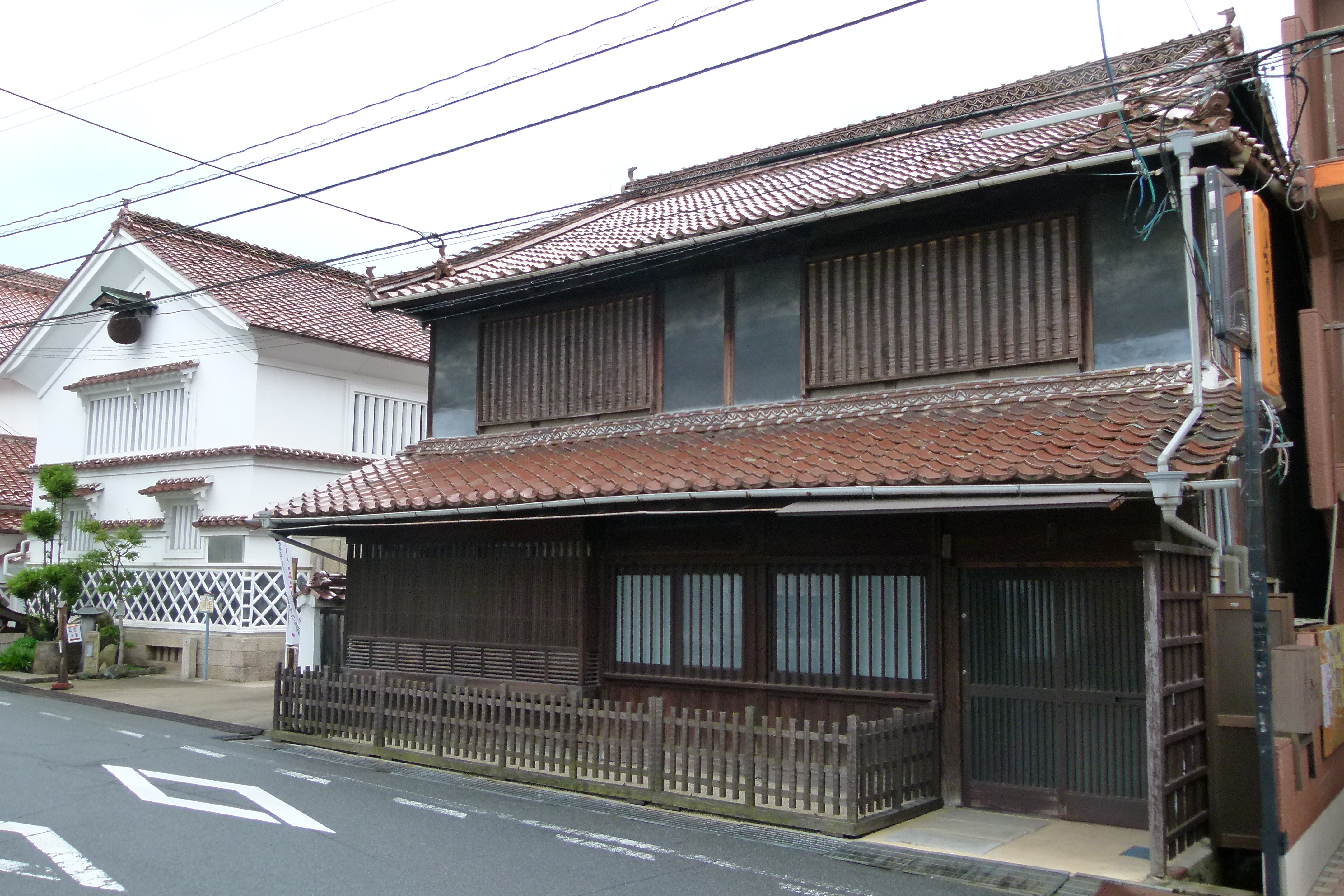
西条本町の旧石井家住宅主屋（2019年）[注 2]。手前側が酒蔵通り。大正期の建築。国の登録有形文化財。
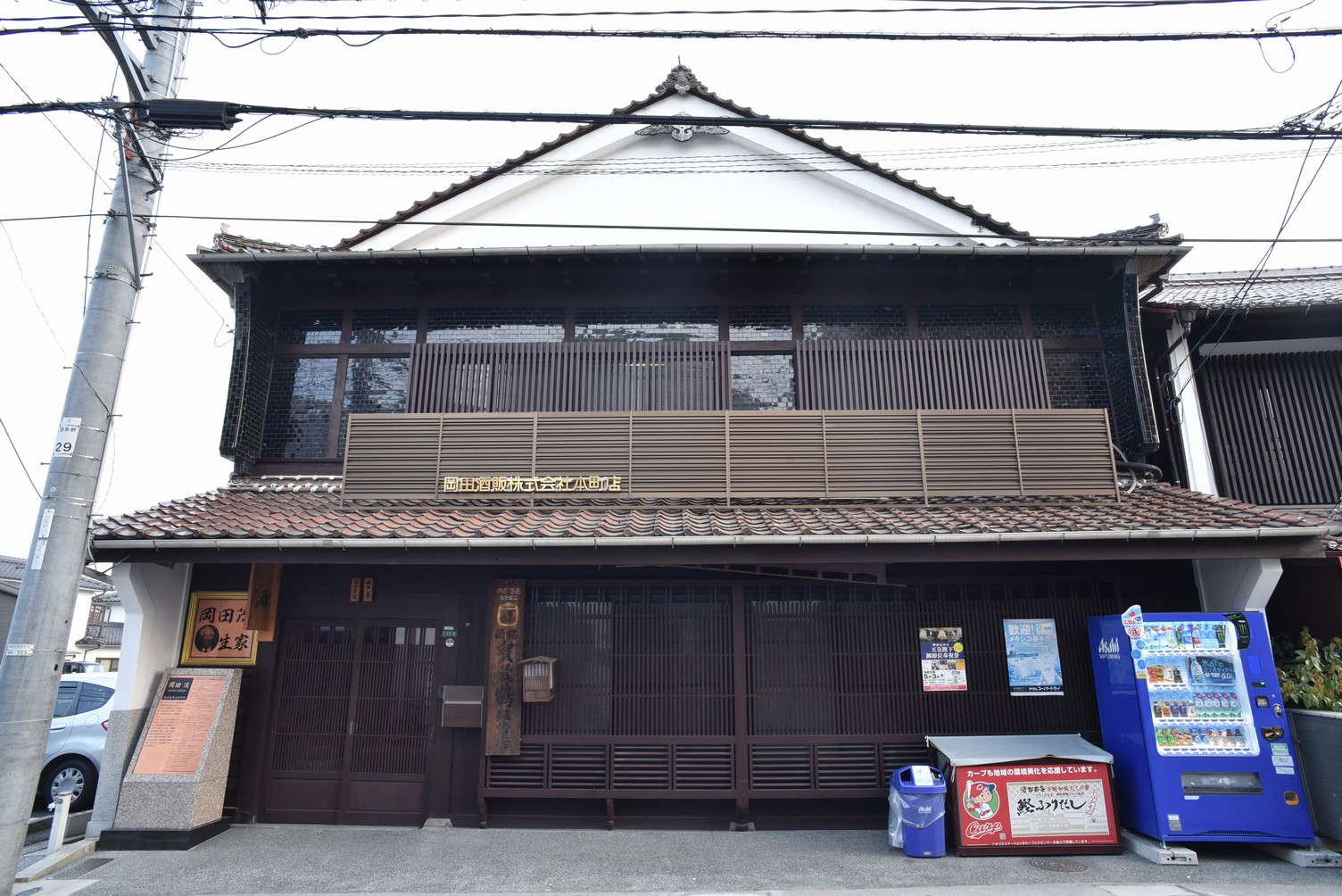
岡田家住宅主屋（2019年）[注 3]。手前側が酒蔵通り。昭和初期の建築。国の登録有形文化財。
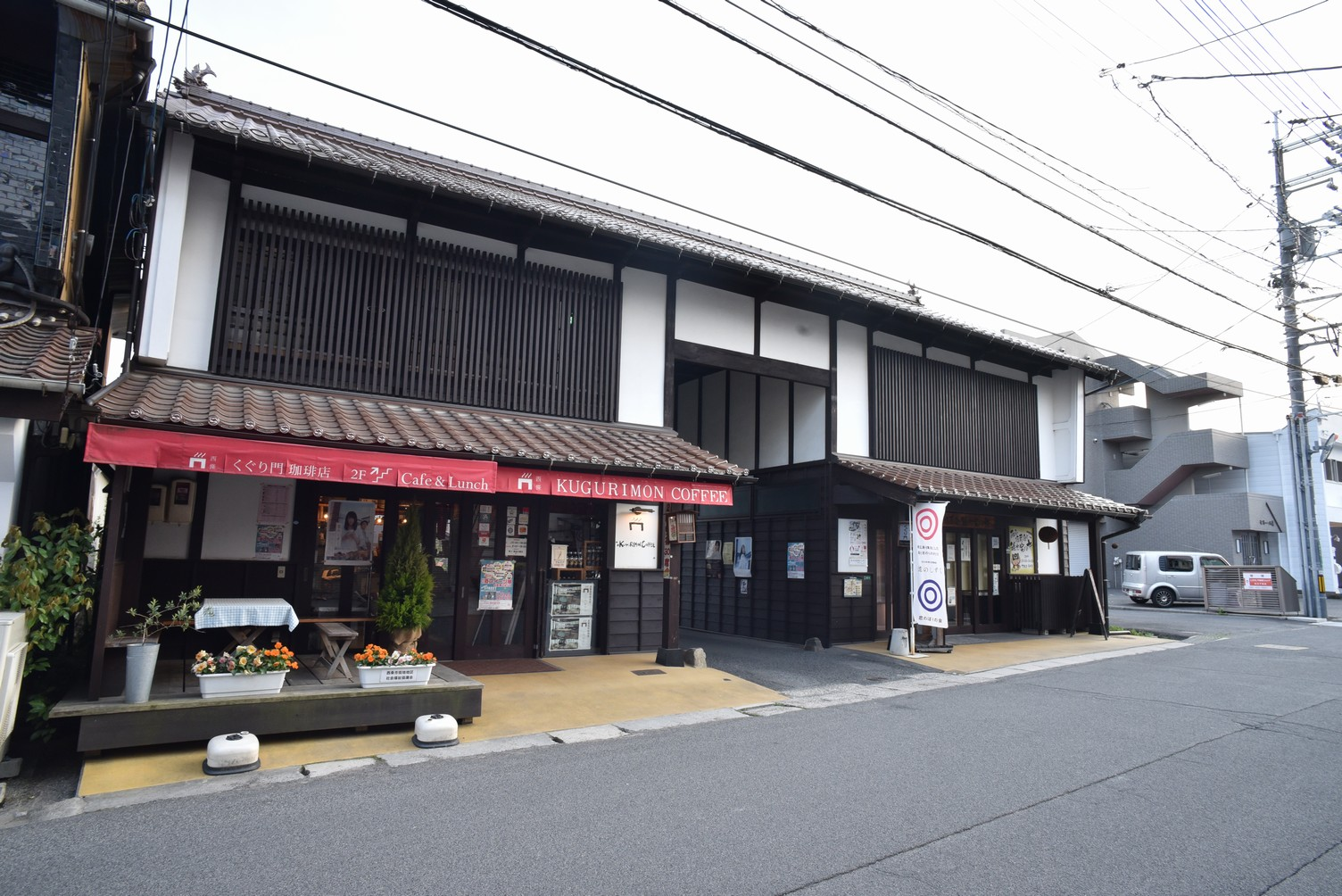
くぐり門（2019年）。手前側が酒蔵通り。昭和初期の建築[注 4]。
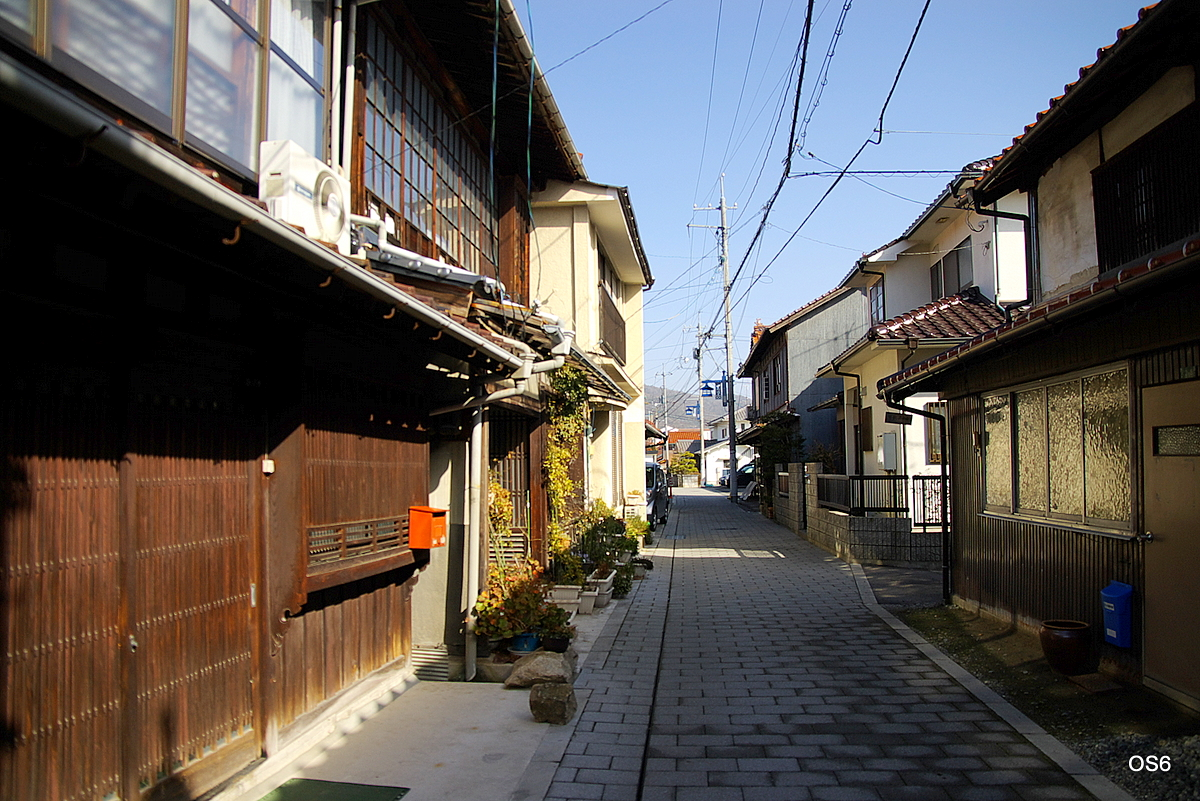
酒蔵通りの南側、西条朝日町と西条本町の境（2009年）。
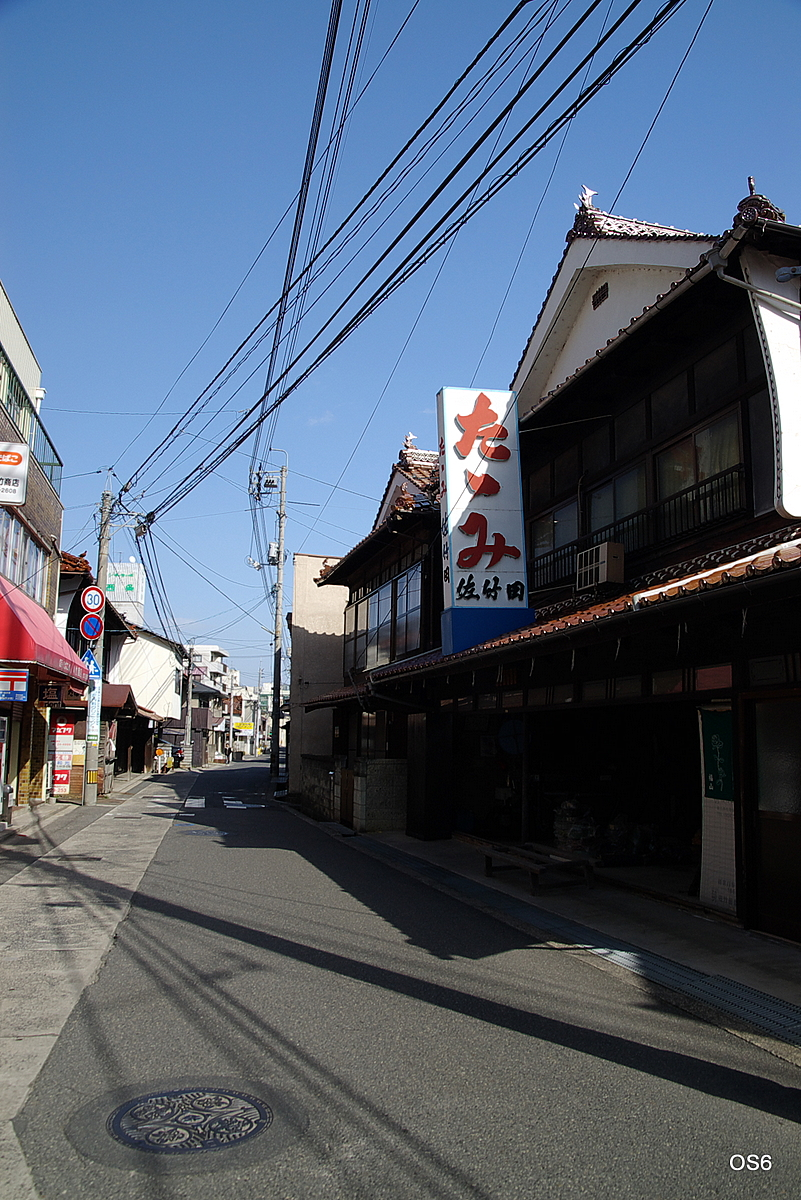
岡町通り沿い、西条西本町（2009年）。

酒造建築

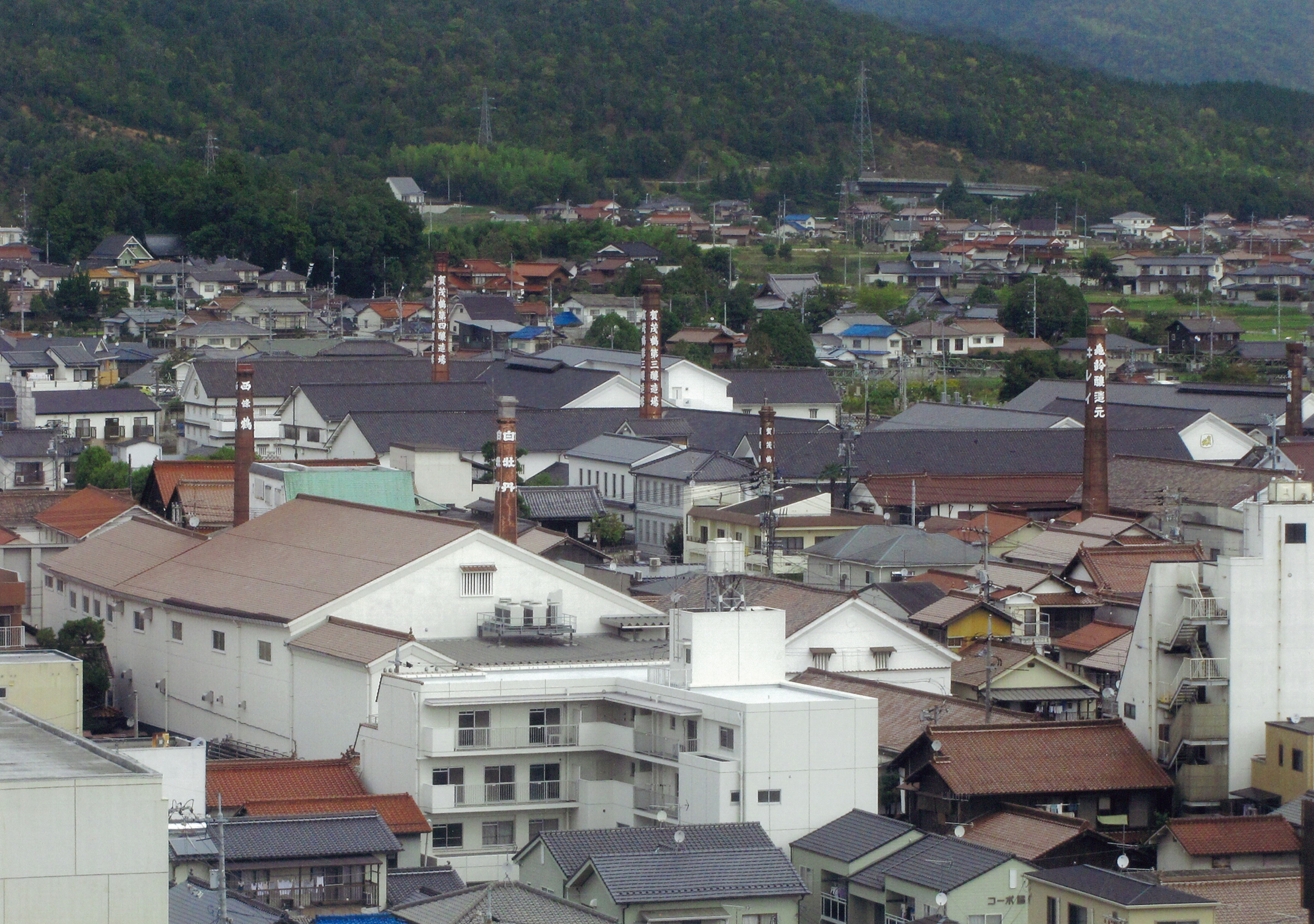
手前の西條鶴・白牡丹・亀齢の煙突の付近が酒蔵通り。通りの外側に大型の酒蔵が建てられている。

江戸時代から明治時代中頃までの酒蔵は、街道に面した主屋の背後地に、南北に棟を分けて立てる形が基本だった。裏側の酒蔵で作られた酒は荷車に乗せられて主屋を通って表側である通りで積み替えられて出荷された。明治後期以降増産および近代化が図られ、町並みの外側にあった農地に大規模酒蔵が建てられた。ここから敷地内にトラックを直接乗り入れて出荷する方式が取られることになる。
酒蔵は開放蔵と呼ばれるもので、2階建の高層に温度調節のため格子戸の高窓が特に北側に多く設けられ、湿度調整にもなる厚い土壁になまこ壁など漆喰で処理されていることなど、盗難・火災防止に加え外気温の影響をなるべく受けないよう酒にとって良い環境となるよう様々な工夫が採られている。
同時期に建てられた洋館も多く残り、現在でも用いられている。うち、旧県西条清酒醸造支場/現在の賀茂泉酒泉館、賀茂鶴本社事務所の設計は豊田勉之によるものと言われており、他の設計にも豊田が大きく関わっている可能性が高いと指摘されている。

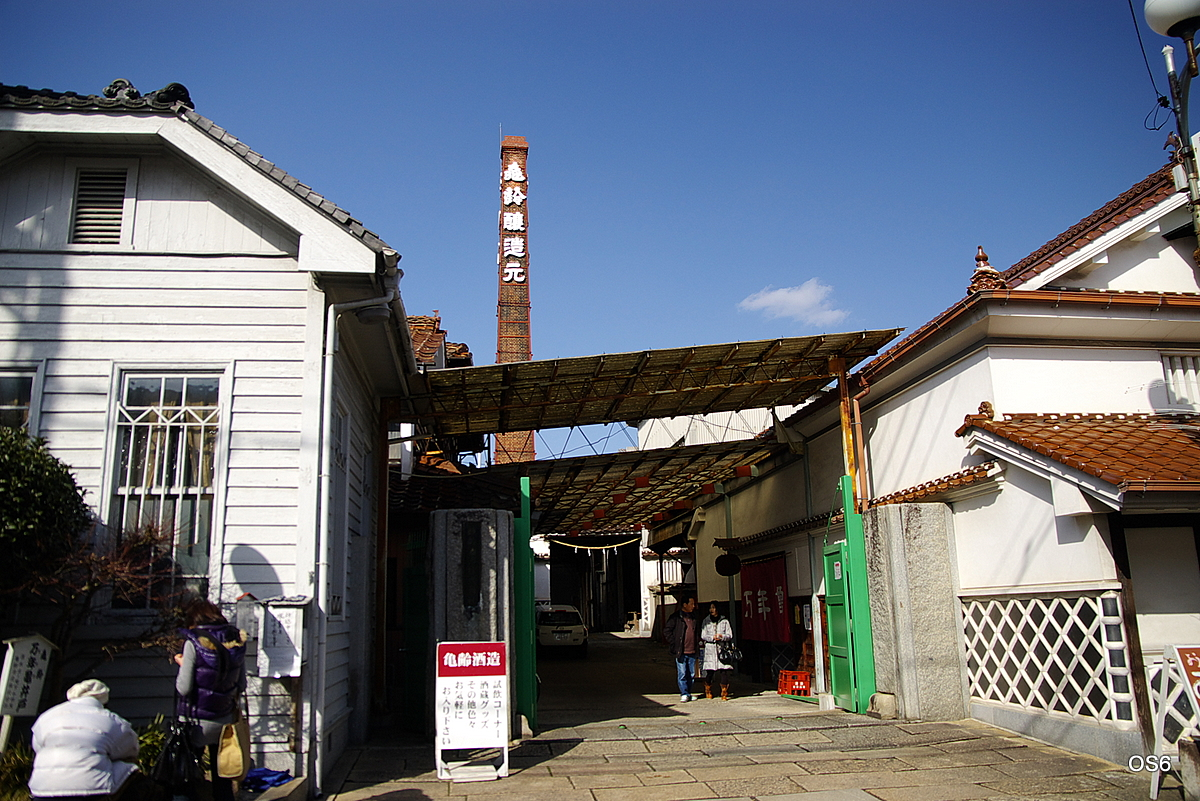
亀齢。左の洋館の手前に万年亀井戸が公開されている。
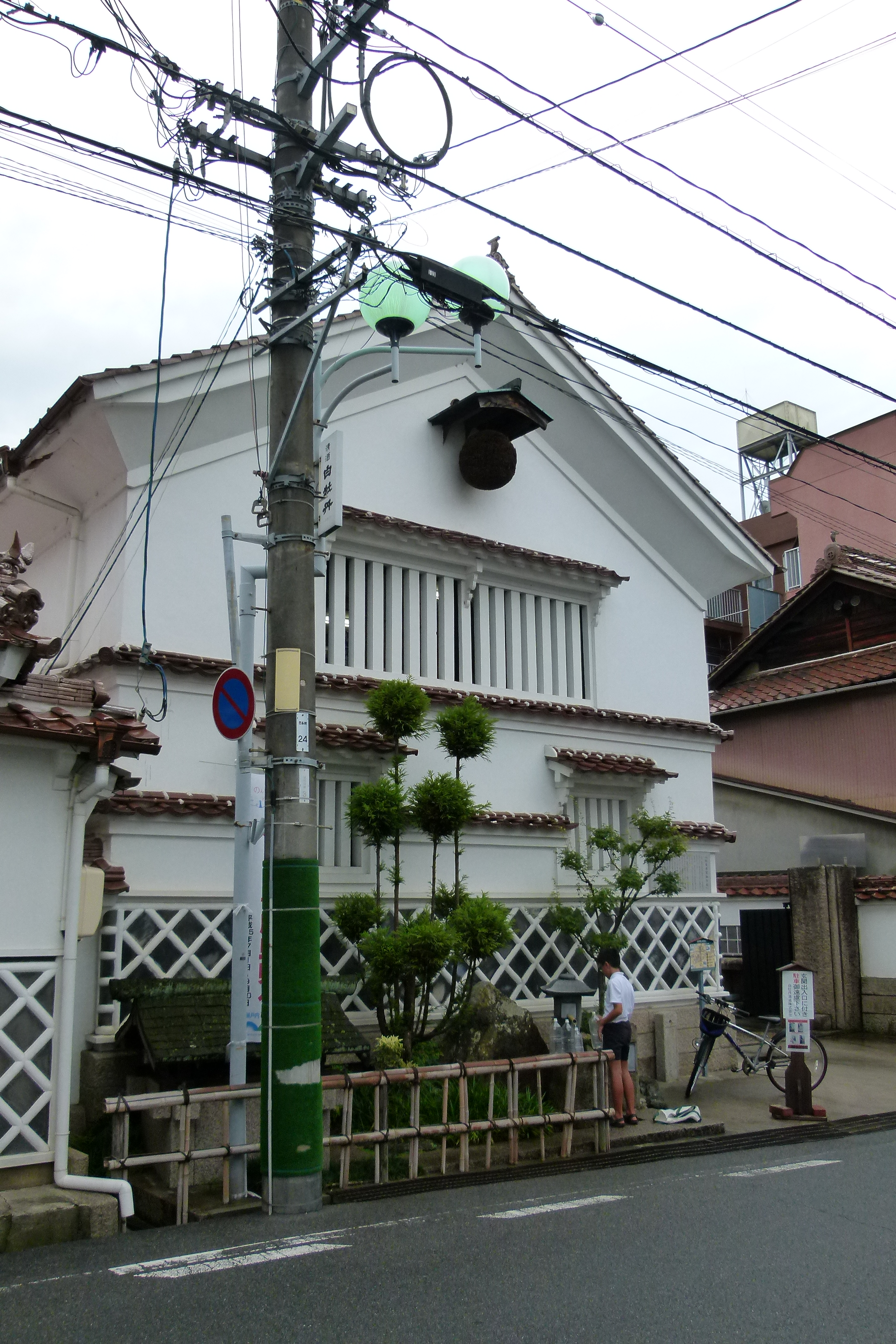
白牡丹。手前側は冥加の井水。
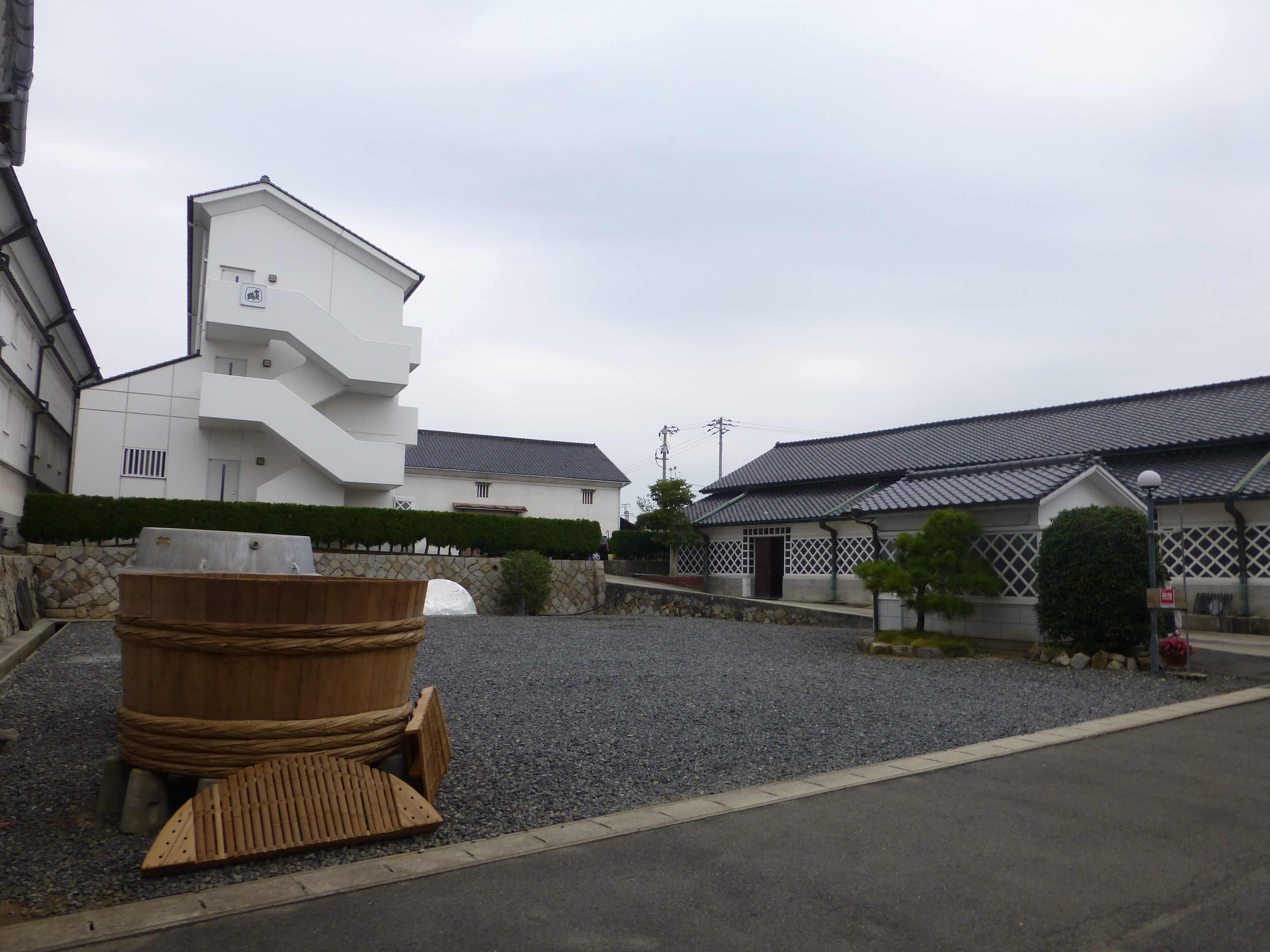
賀茂鶴。
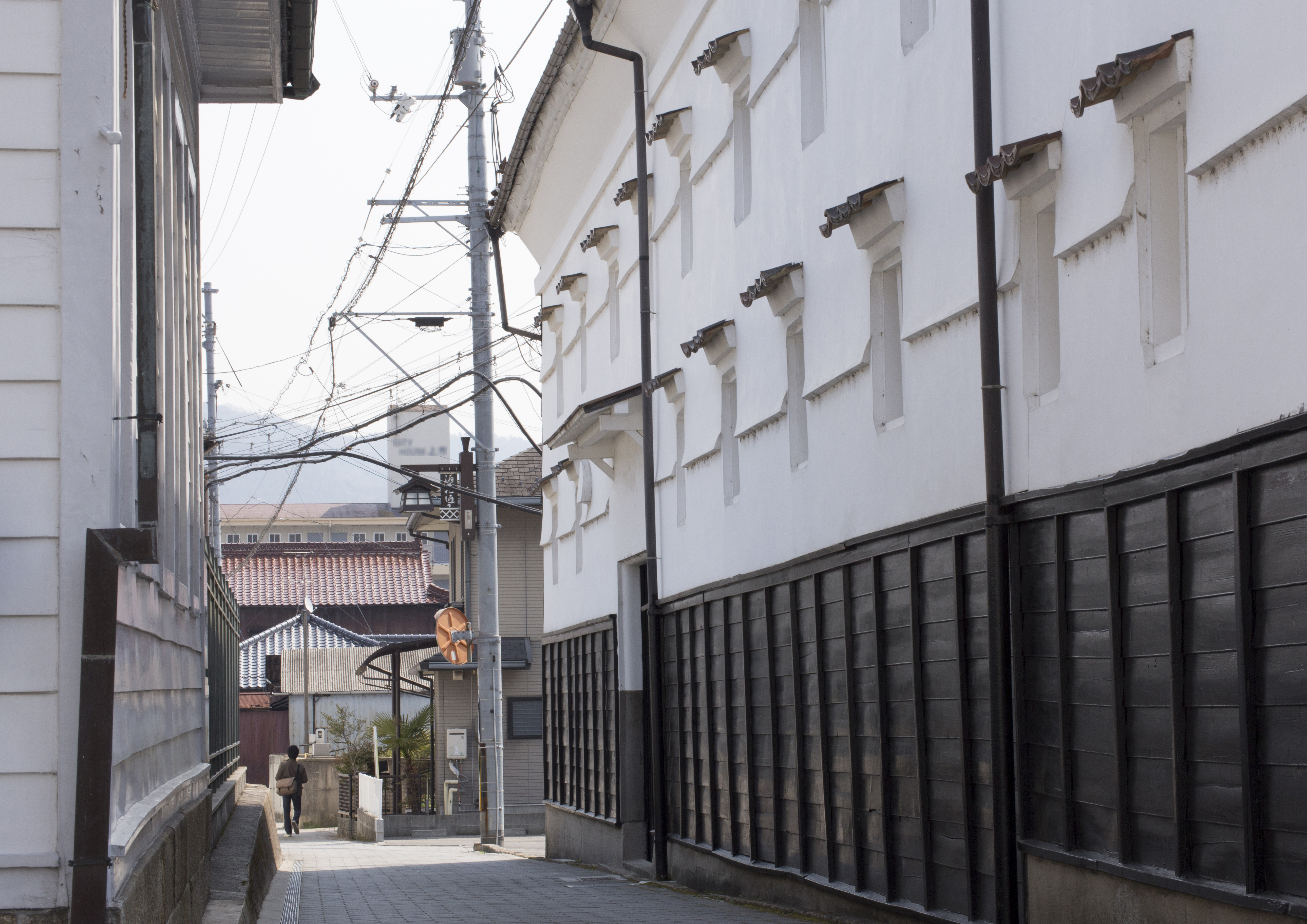
左が賀茂鶴研究室棟（洋館）、右が亀齢一号蔵（酒蔵）。
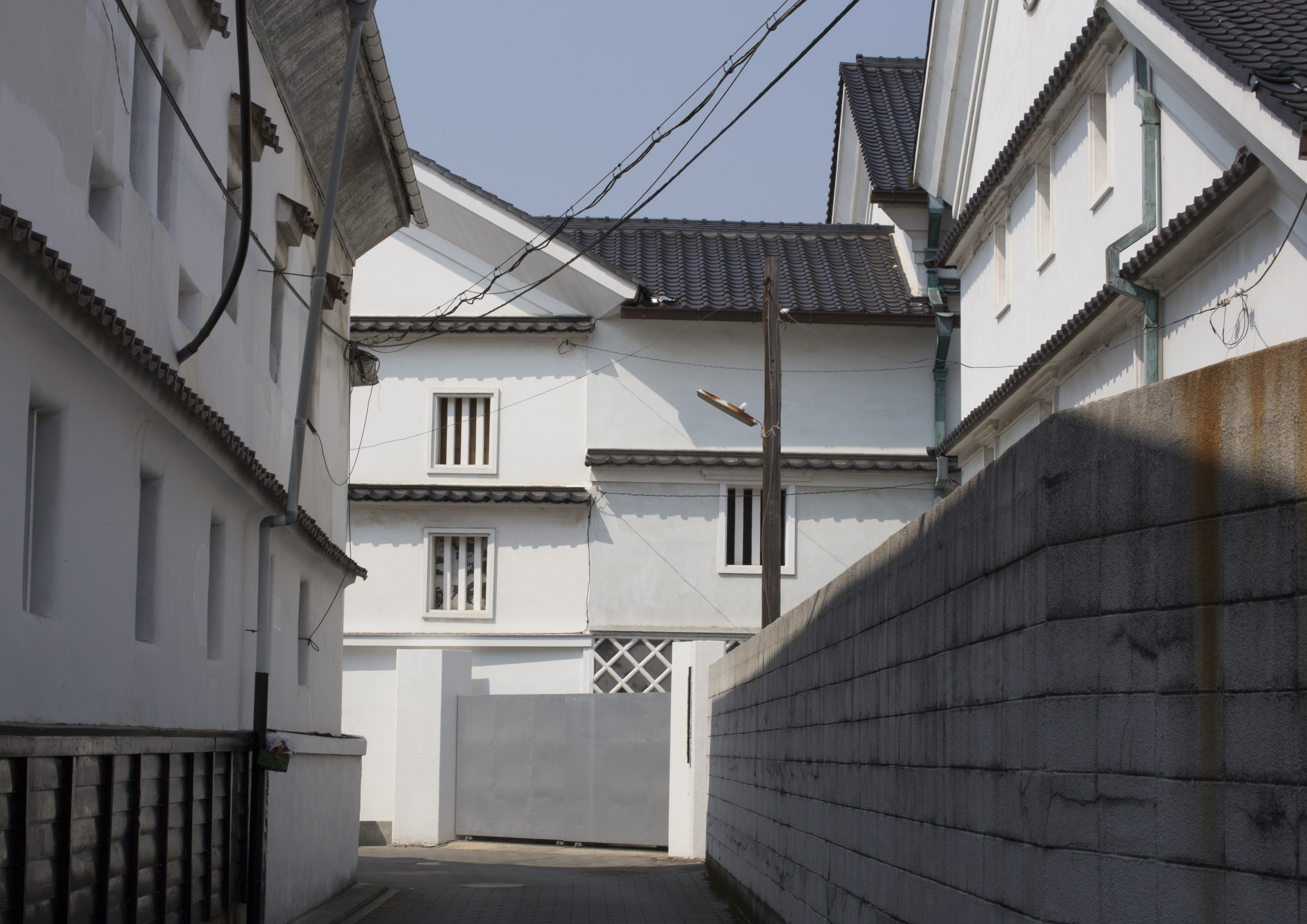
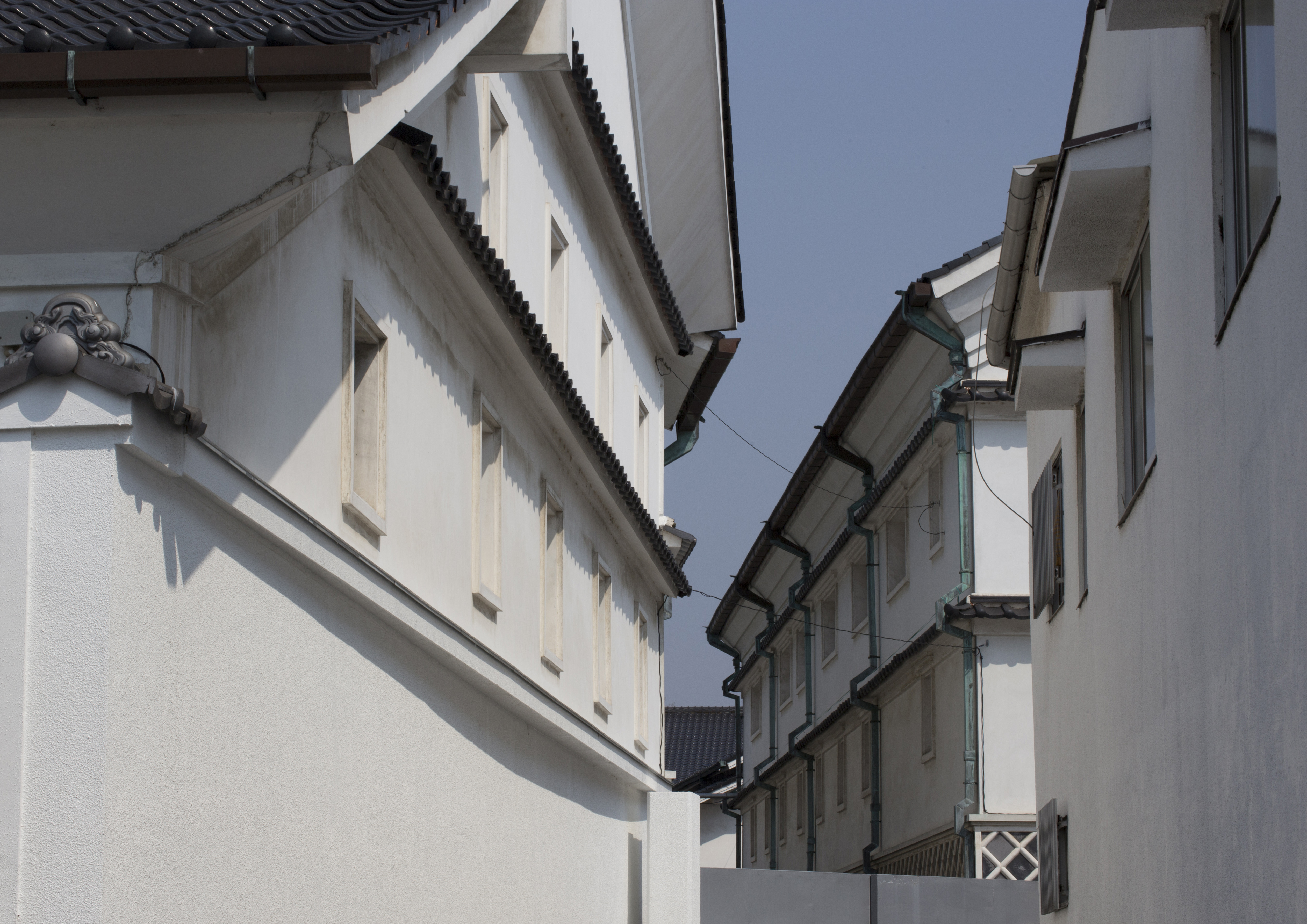

煙突
酒蔵通りの景観特徴の一つに、各酒蔵の煙突がある。2021年時点ですべて煙突としては機能停止しており、歴史遺構・広告塔の役割を果たしている。
地区に現存するのは14本、平面が方形のものと円形のものがあり、材質は煉瓦造と鉄筋コンクリート(RC)造がある。西条の南の東広島市安芸津町から竹原市にかけて煉瓦の産地であり、西条の煉瓦は安芸津で作られた物が多い。建築年代で見ると、明治後期から方形煉瓦造のものが造られ始め、次に円形煉瓦造、最後昭和初期に円形RC造のものが造られている。

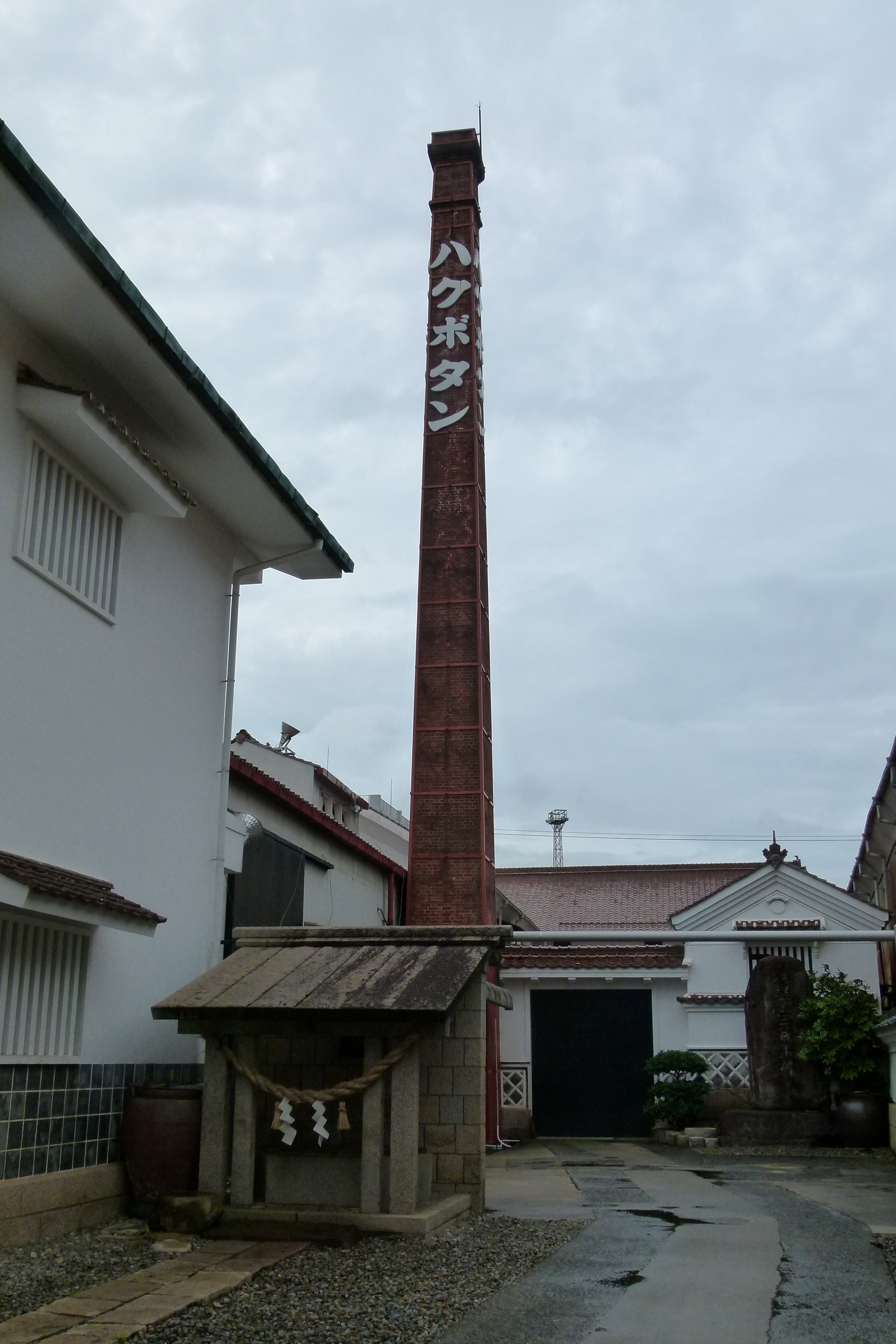
白牡丹延宝蔵煙突。大正期の建設。手前は延宝井戸。国の登録有形文化財。
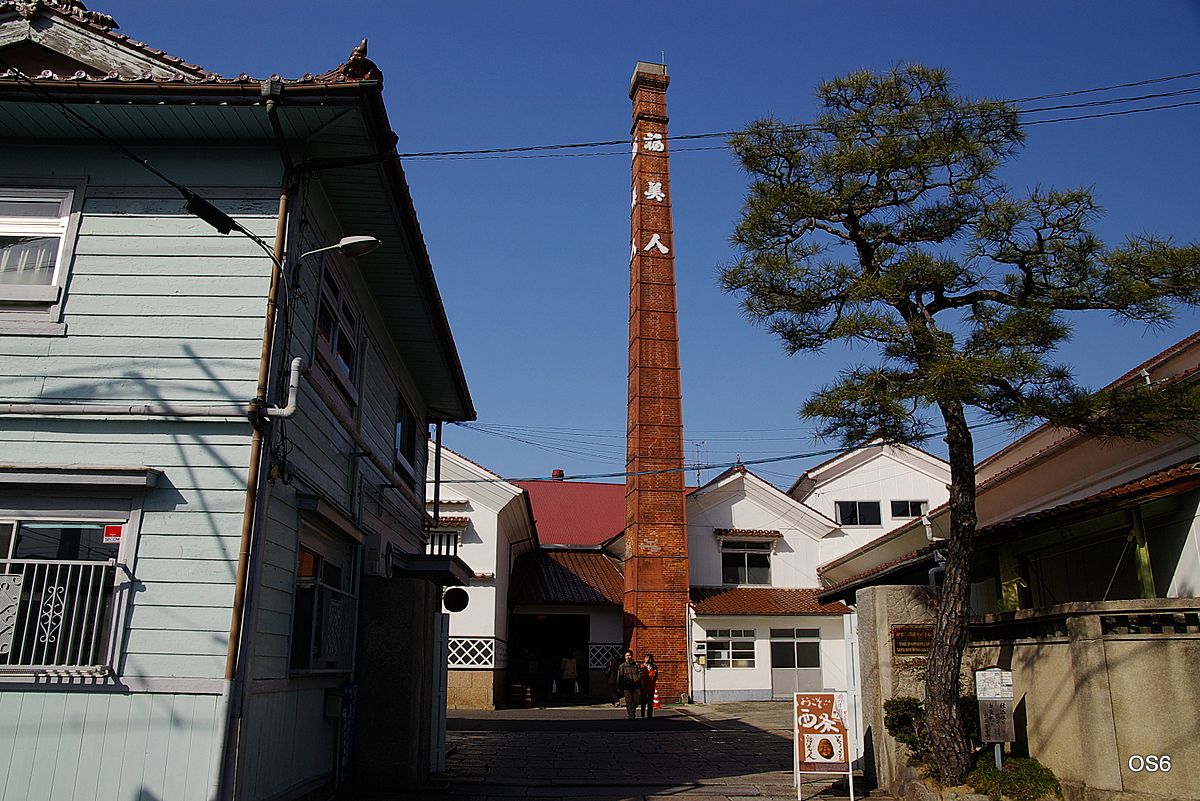
福美人恵比寿蔵煙突。大正期の建設。国の登録有形文化財。
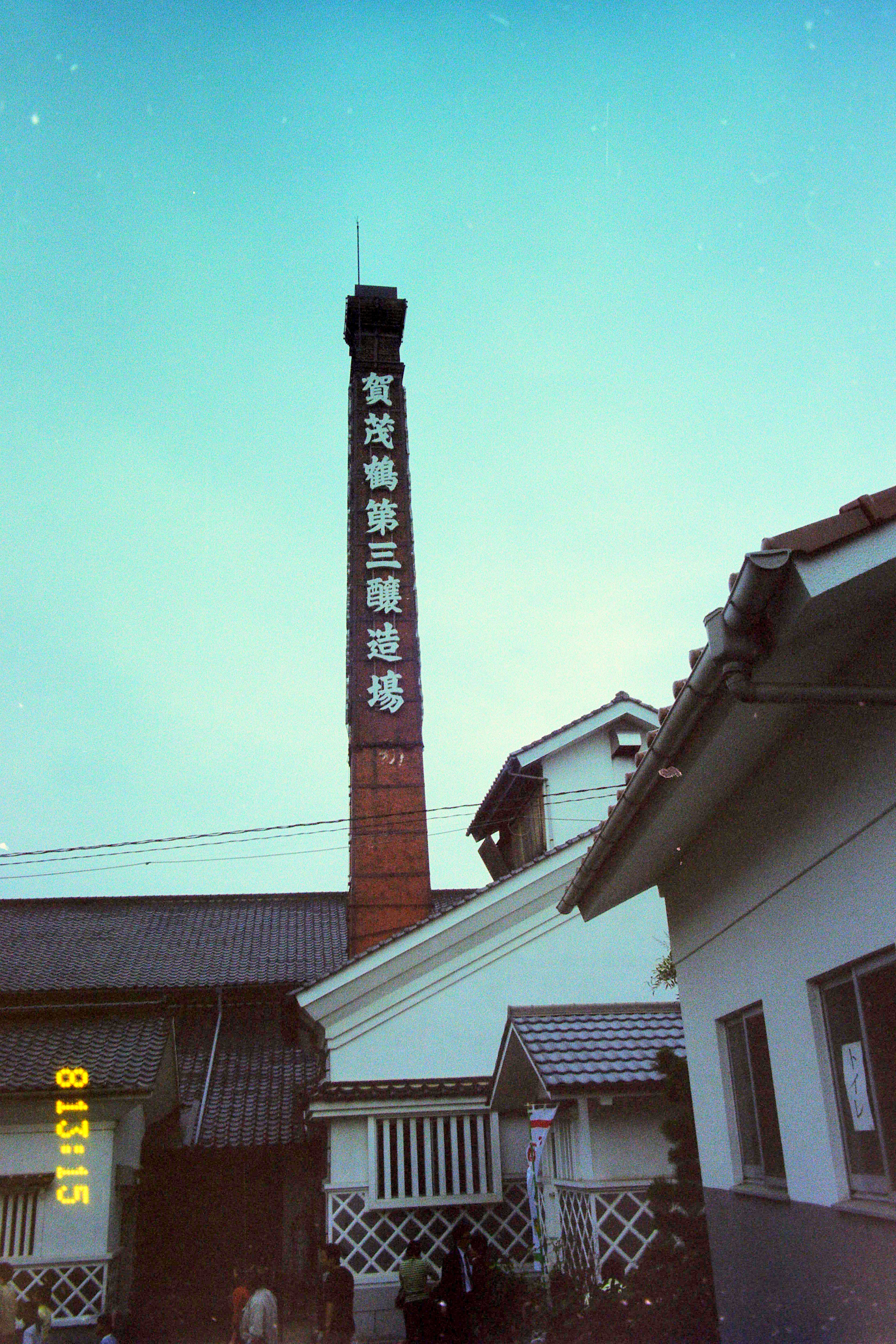
賀茂鶴三号蔵煙突。大正前期の建設。国の登録有形文化財。
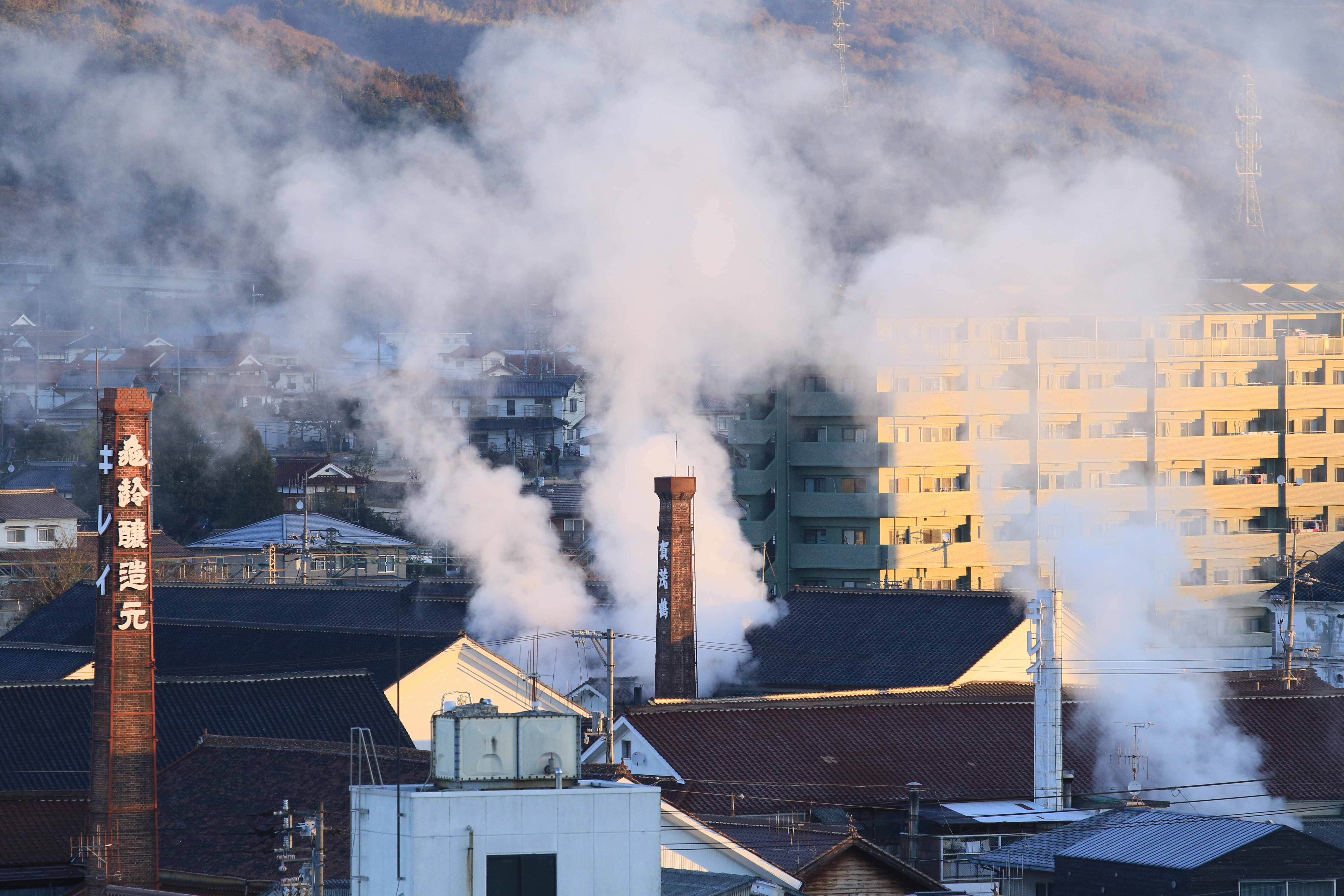
手前右側の白色のものは亀齢五号蔵煙突。昭和初期の建築。円形RC造。
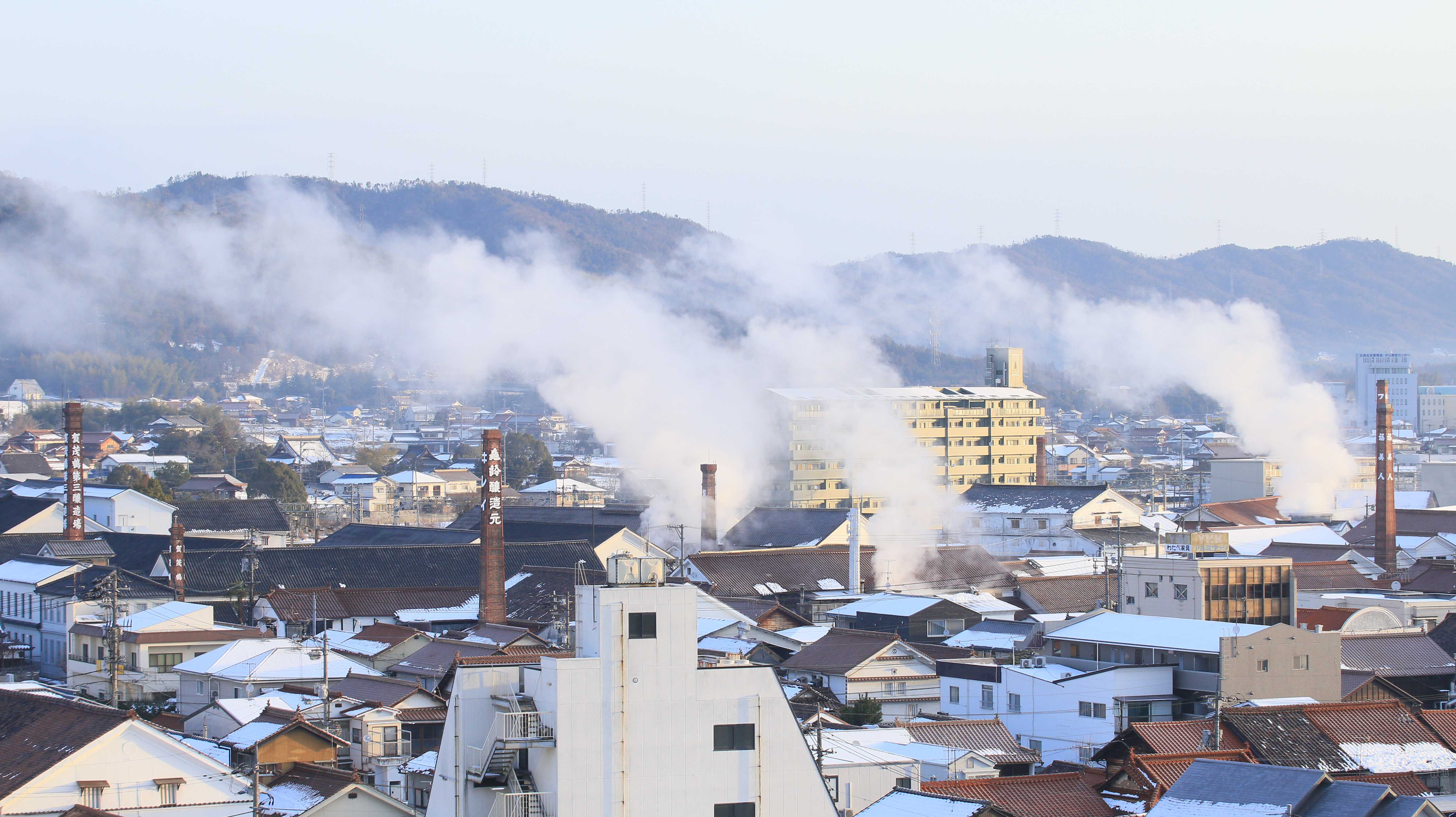
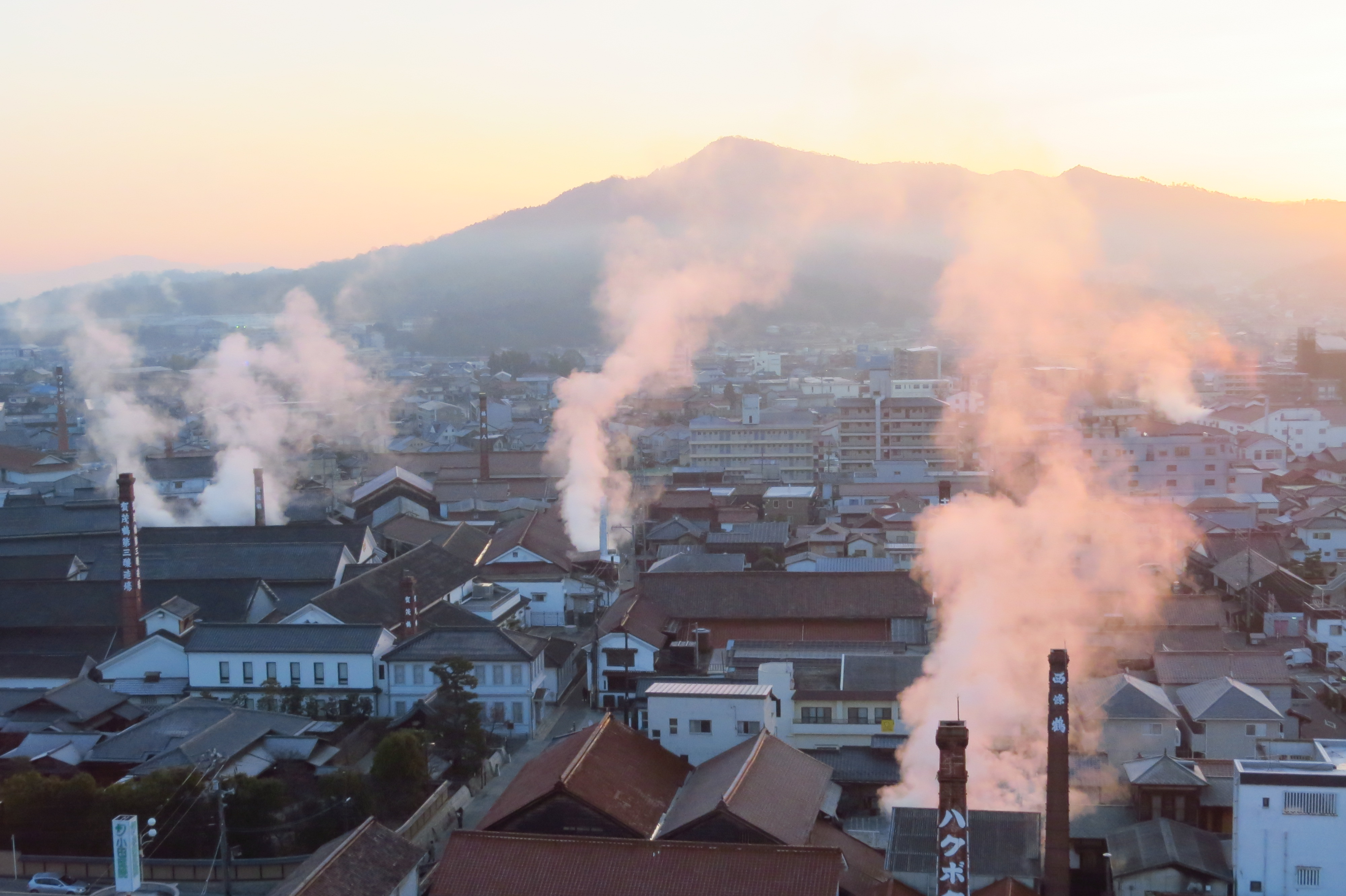
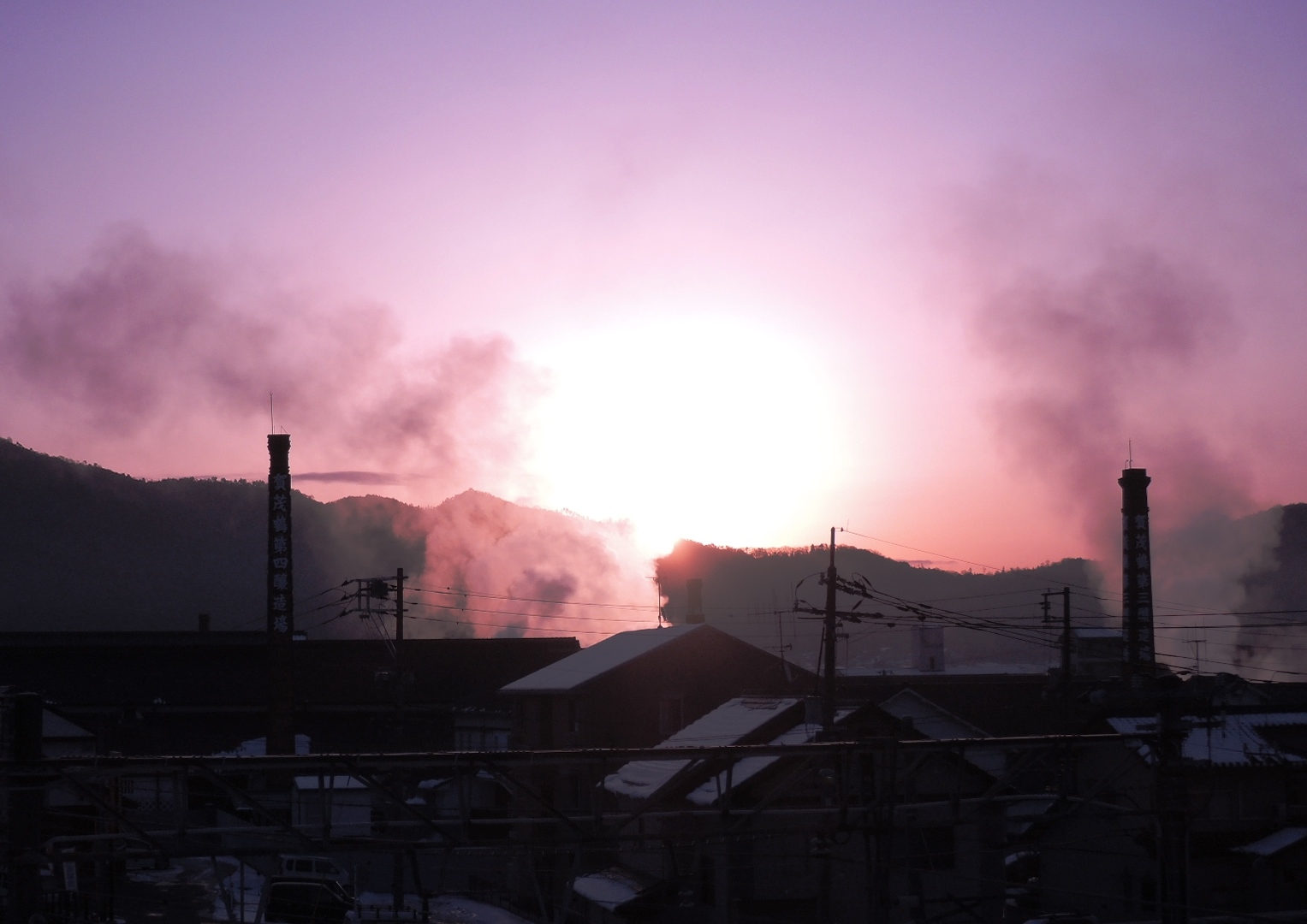
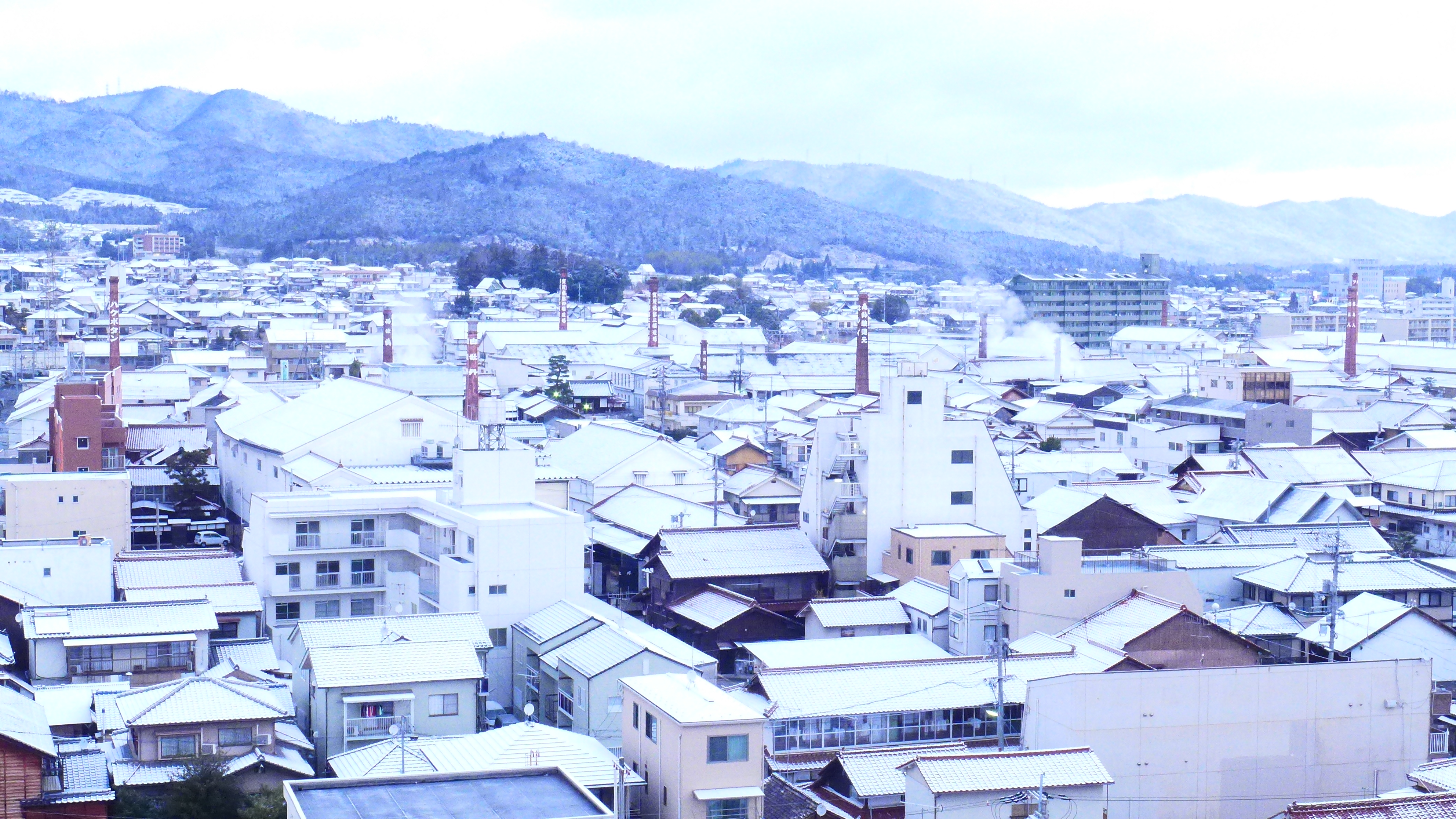
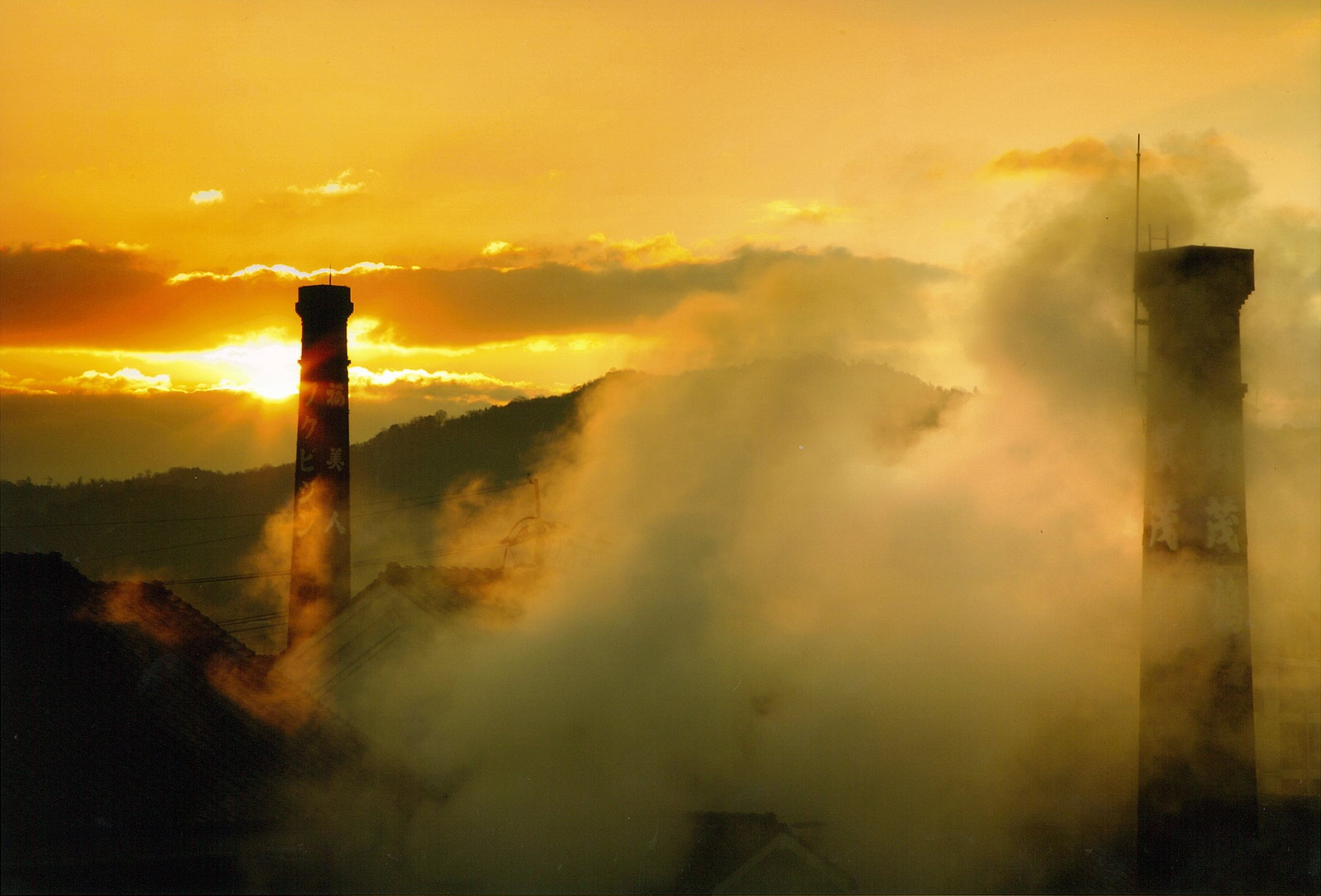

## ギャラリー

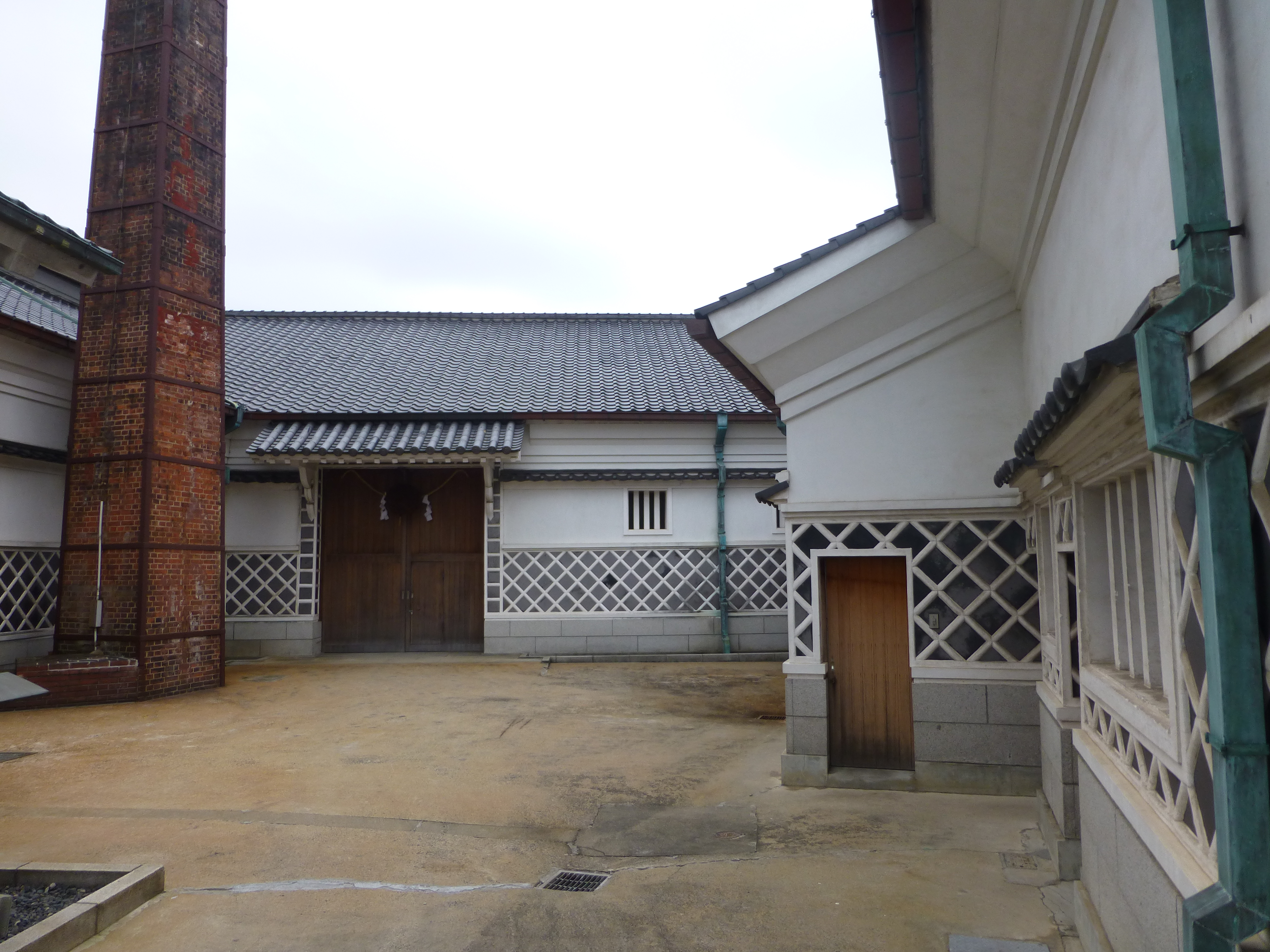
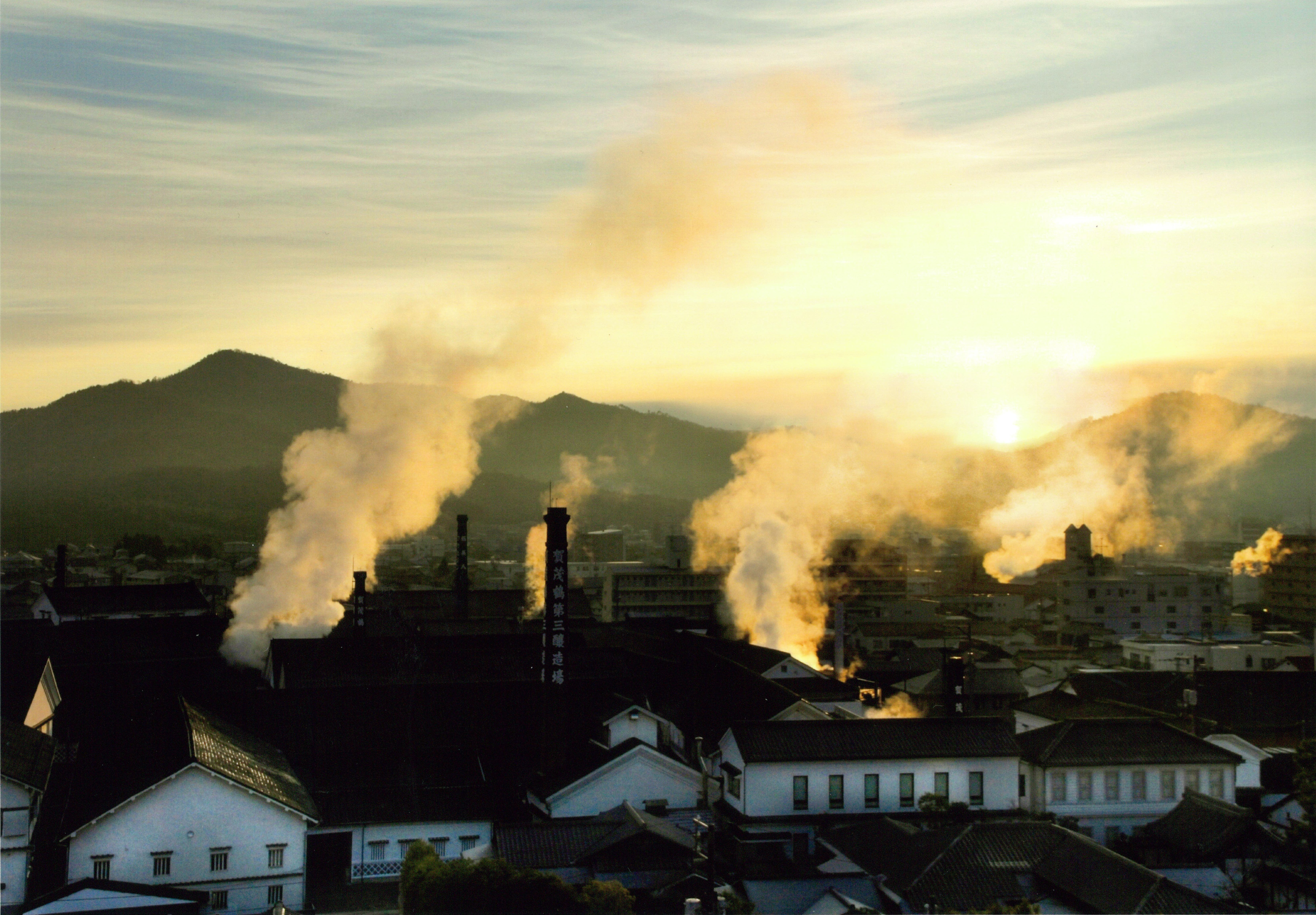
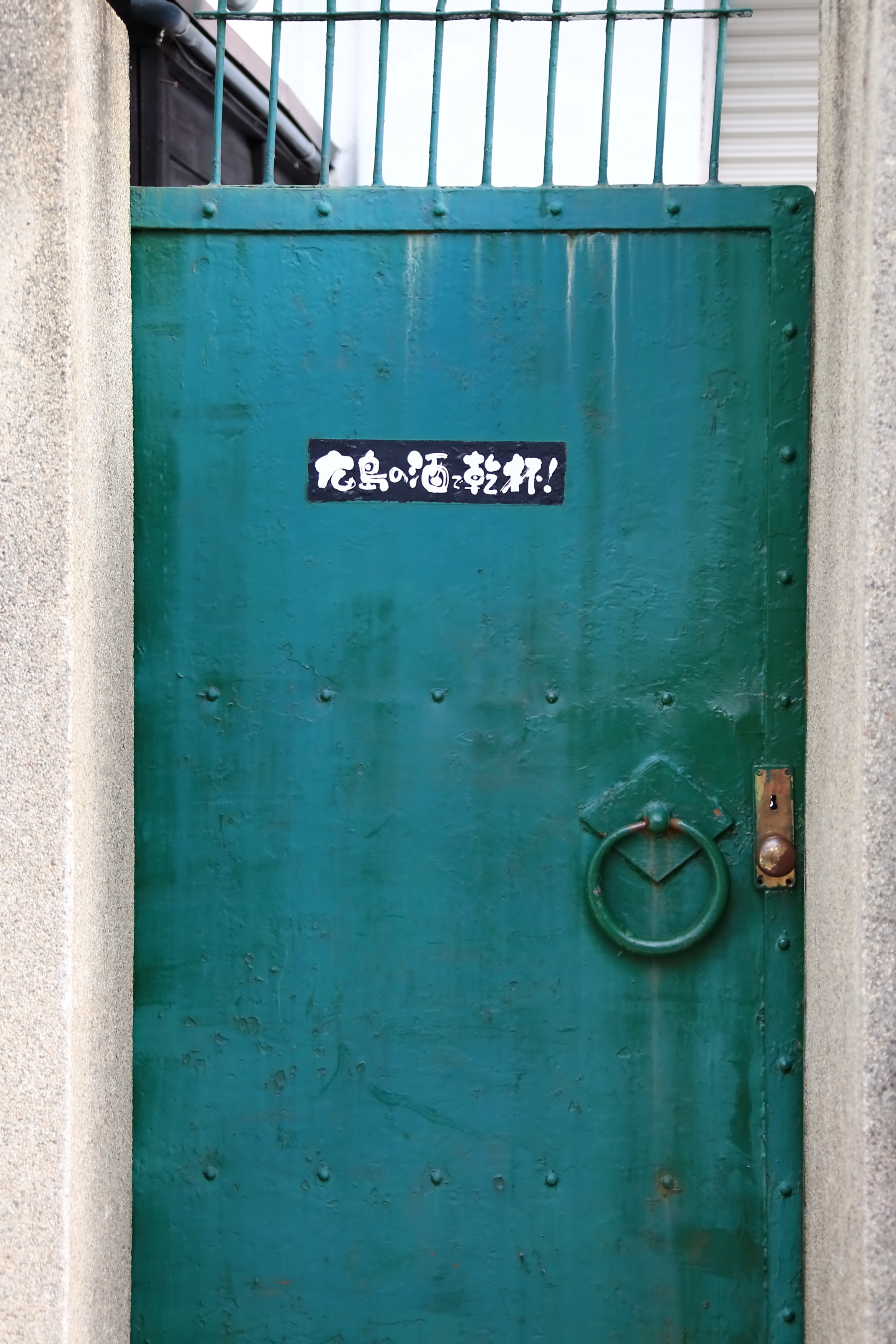
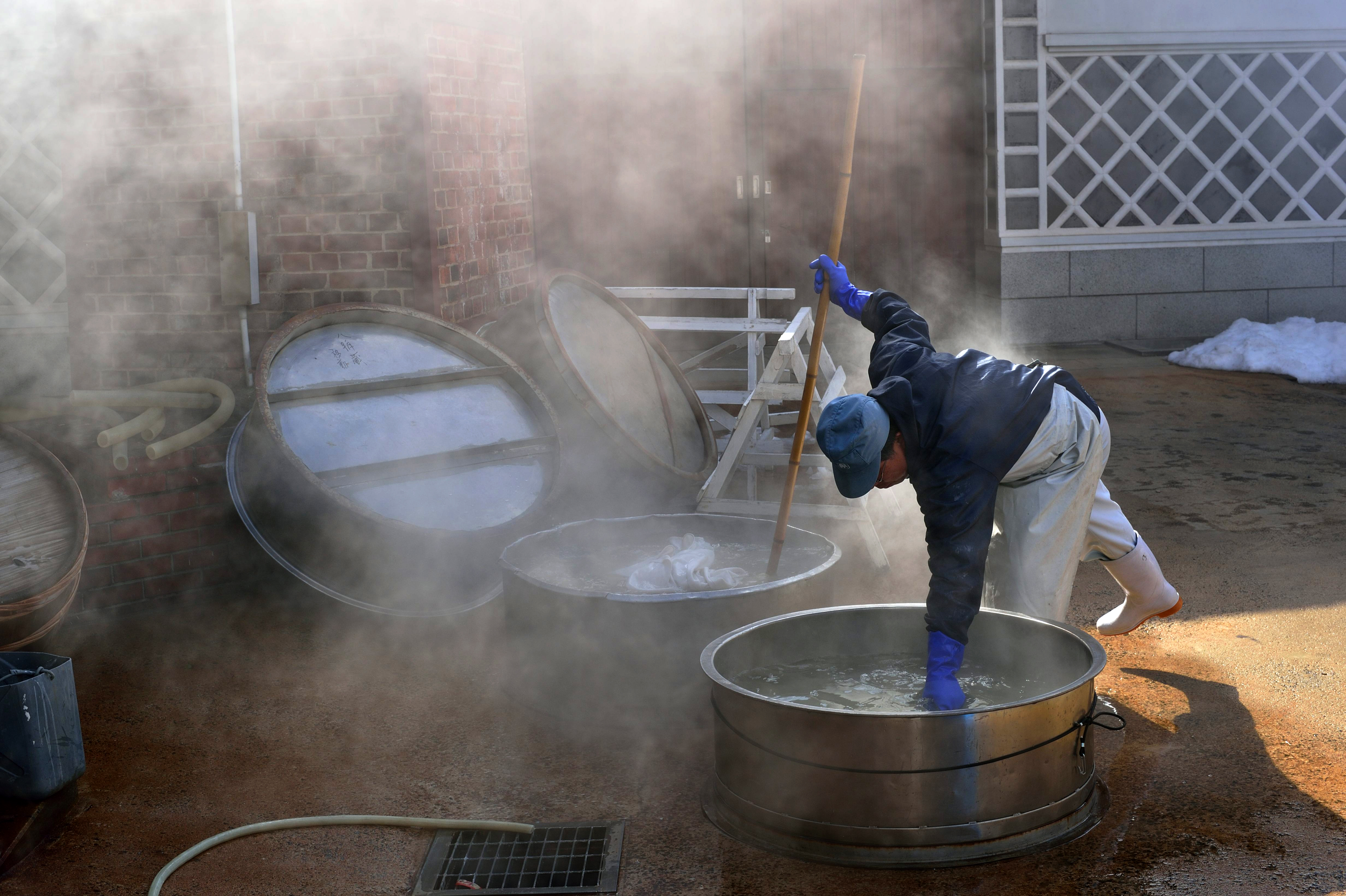
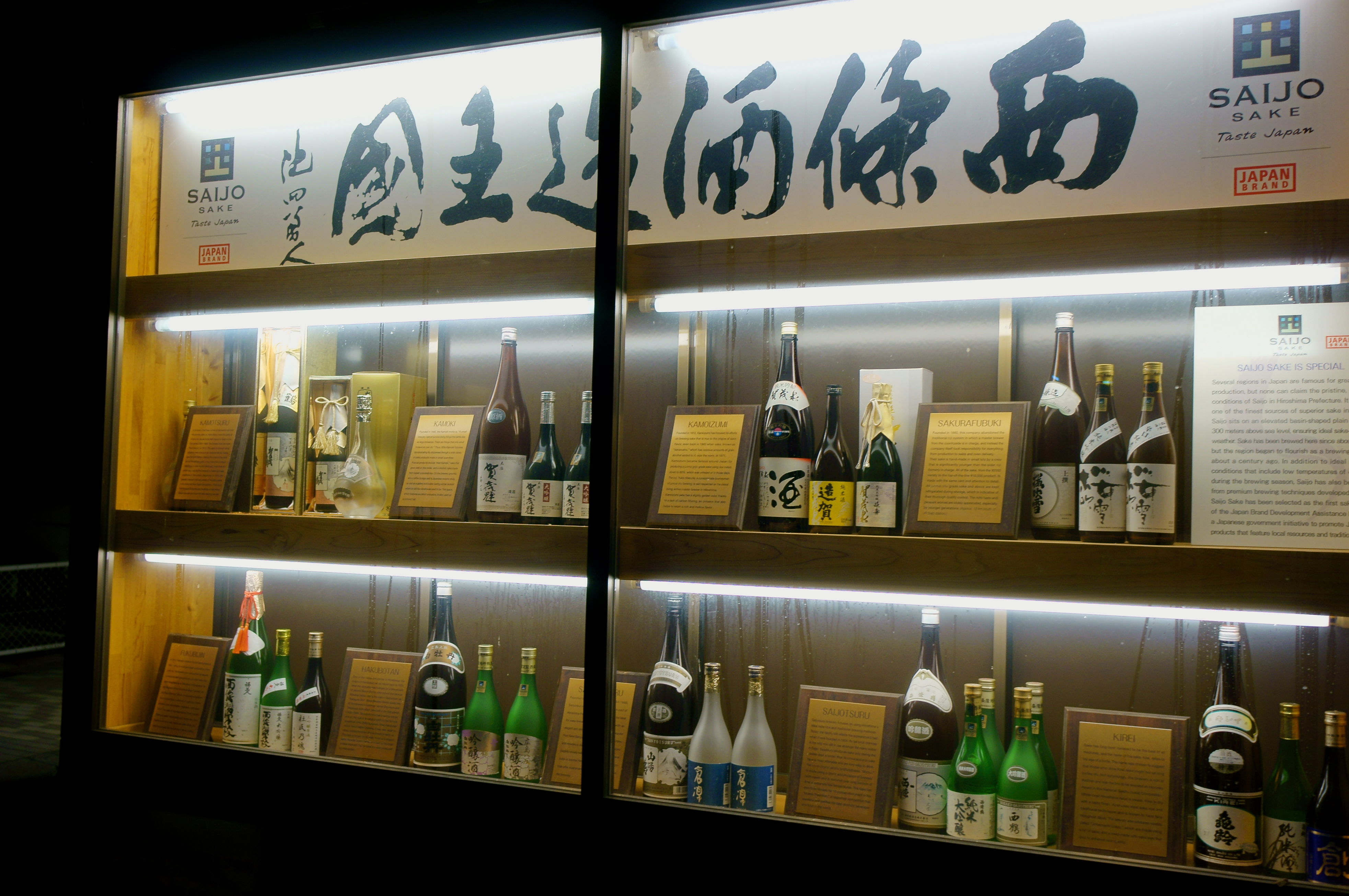
西条酒造協会
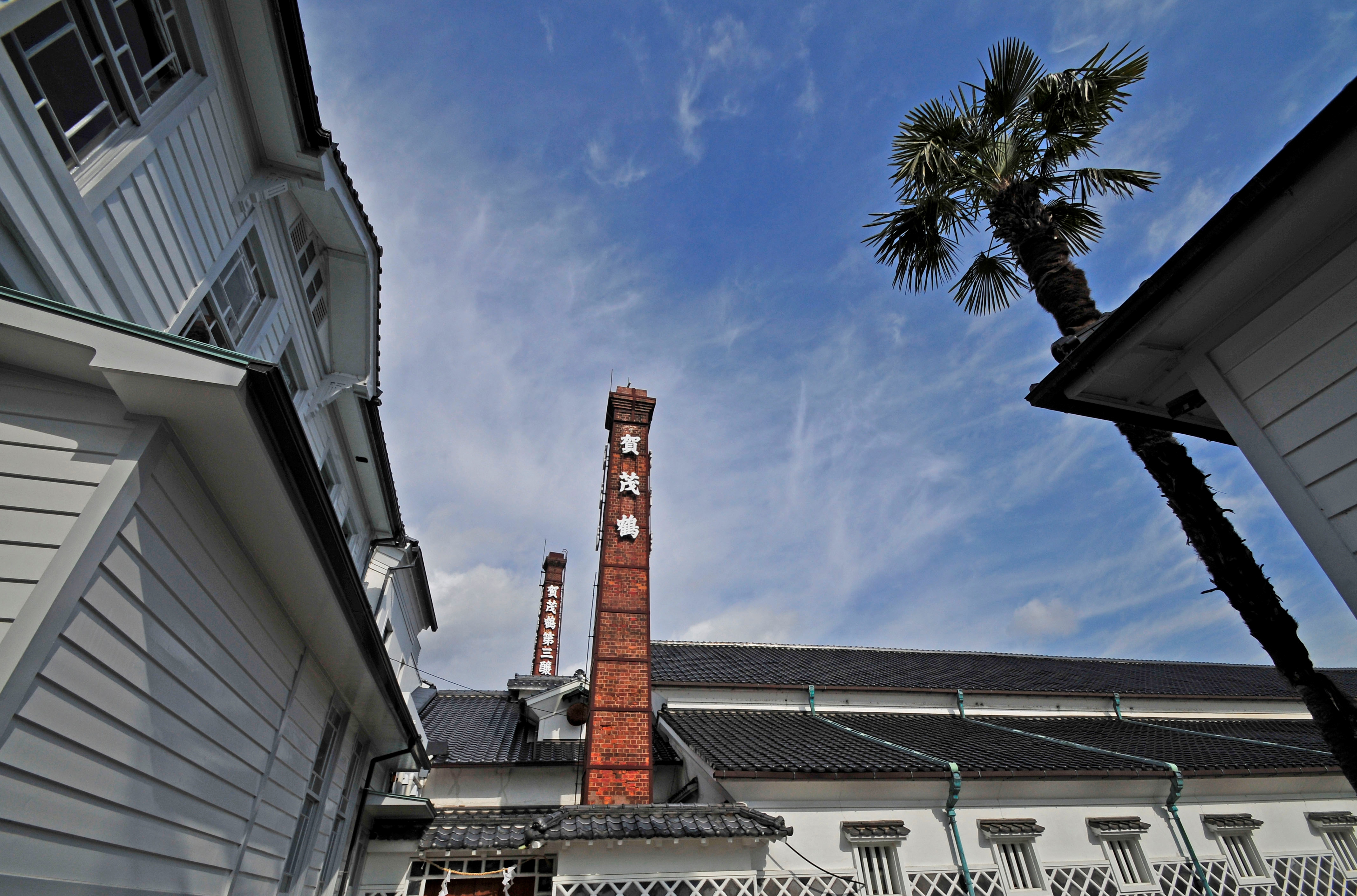
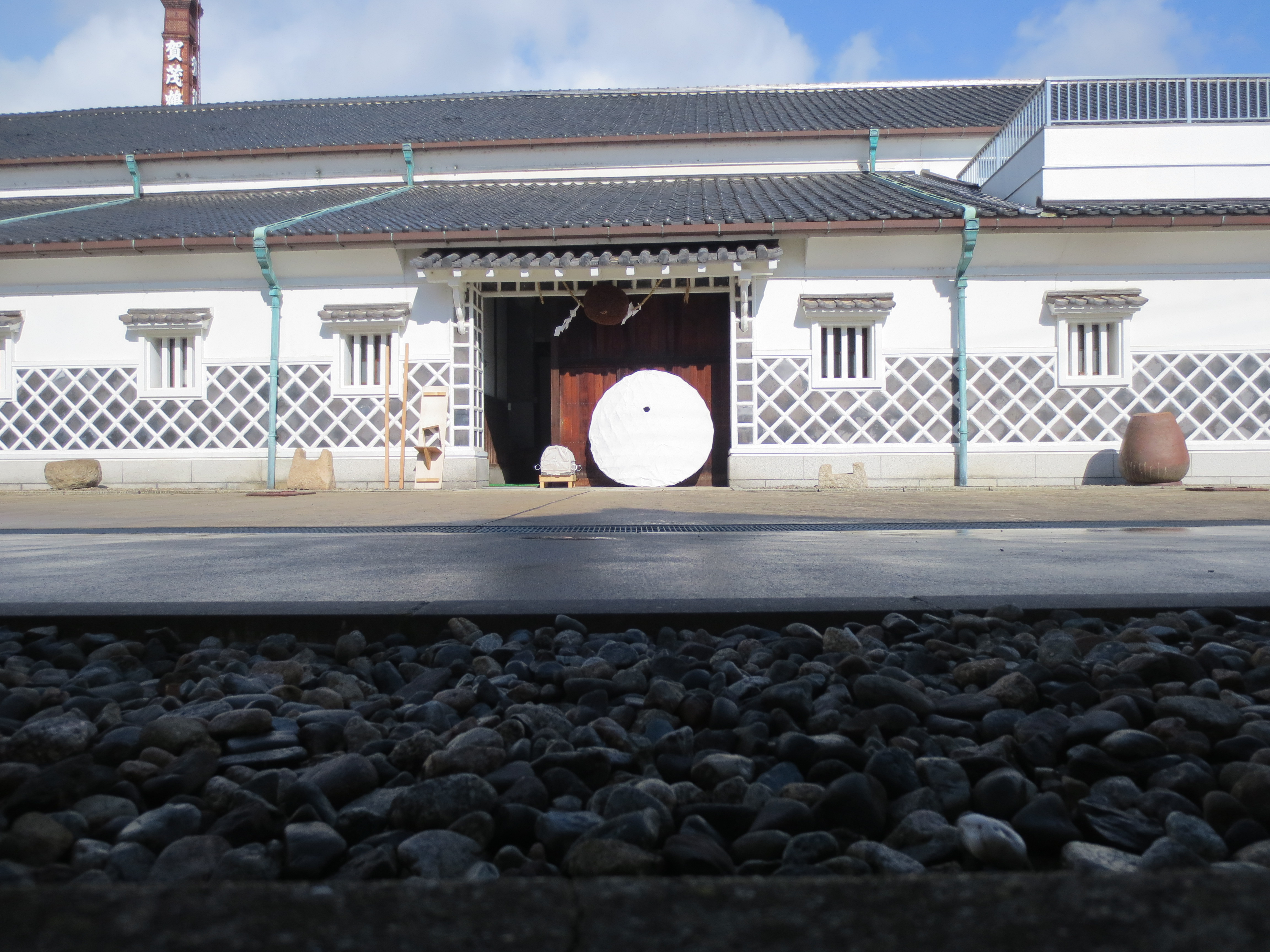
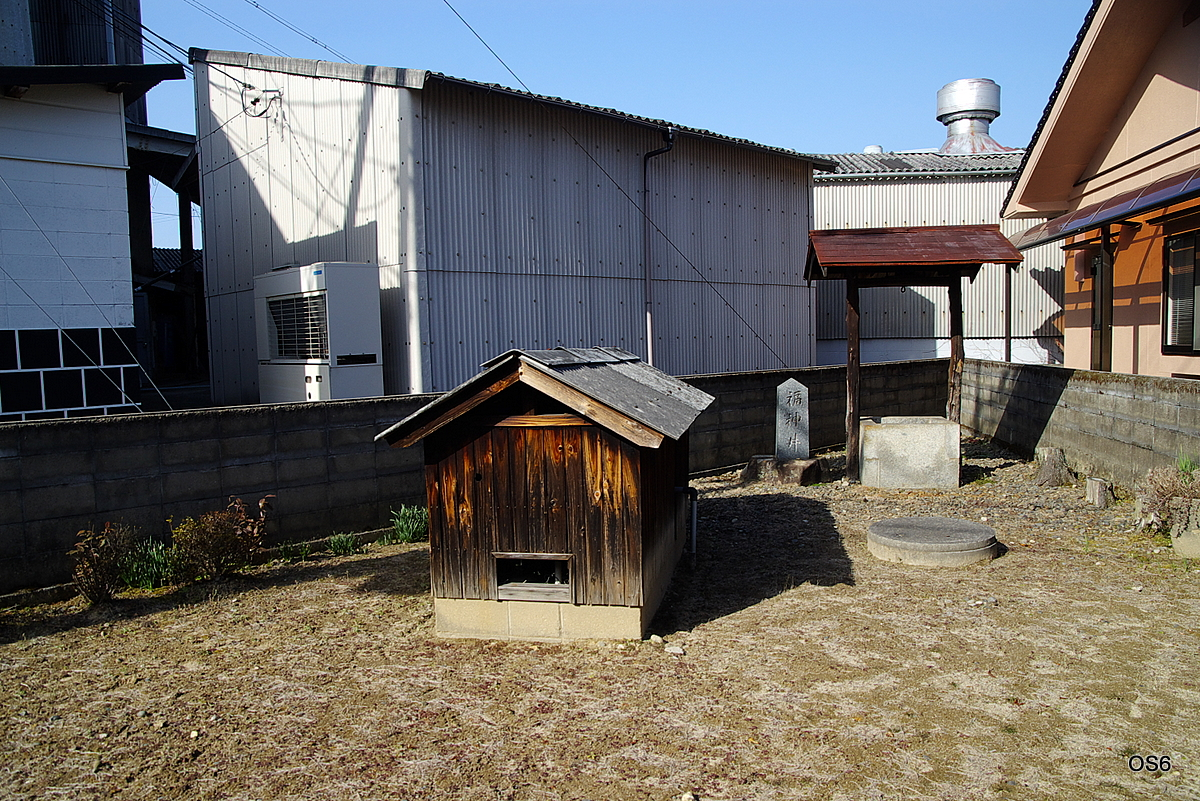
福美人「福神井戸」
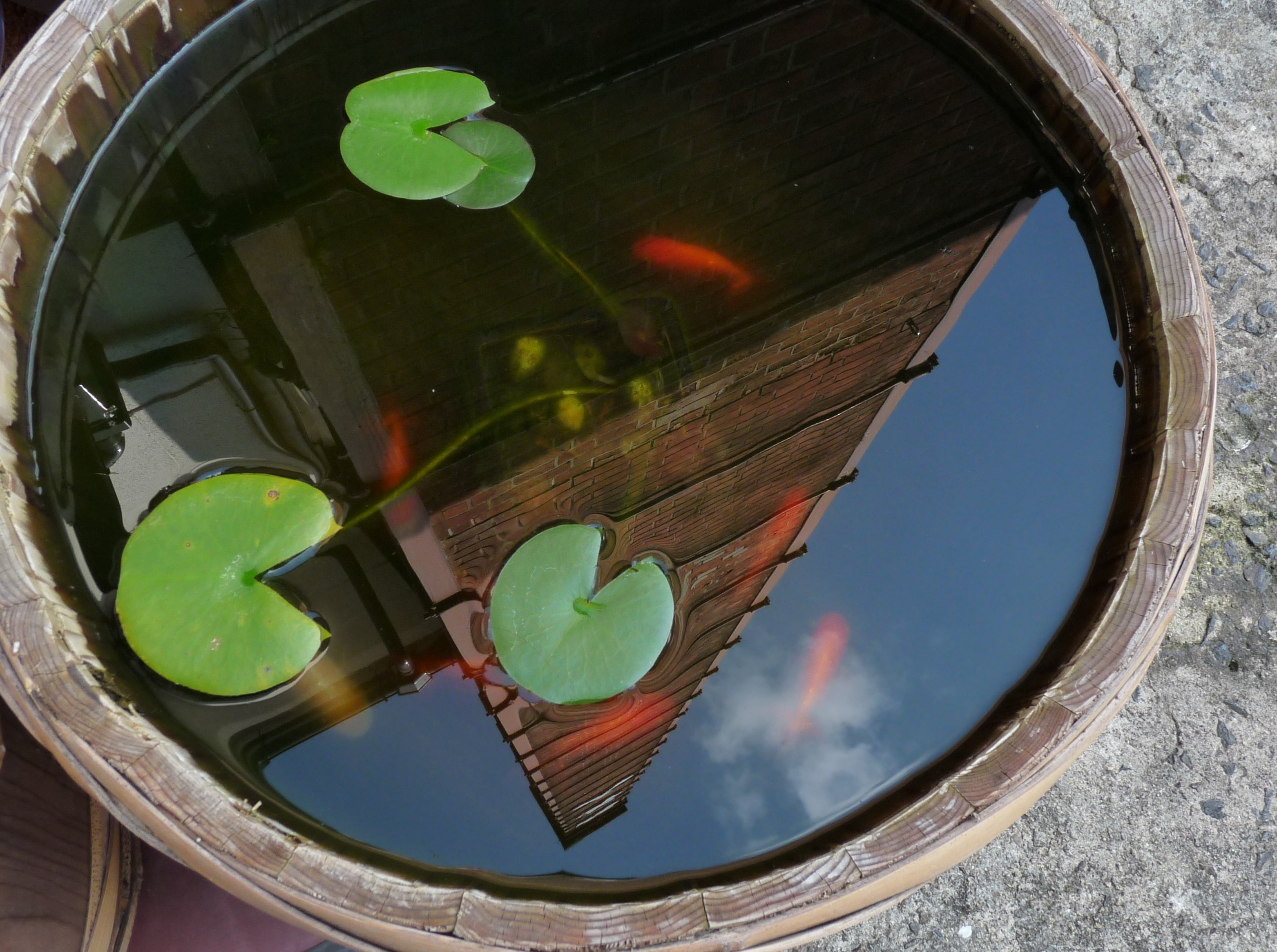